# Referéndum de independencia de Cataluña de 2017
El referéndum de independencia de Cataluña de 2017, también conocido como 1 de octubre y por el numerónimo 1-O, fue un referéndum de autodeterminación, convocado por el Gobierno de Cataluña, suspendido por el Tribunal Constitucional el 7 de septiembre de 2017 y finalmente celebrado de manera ilegal e irregular en la comunidad autónoma española de Cataluña el  1 de octubre de 2017.
La ley del Referéndum que lo haría posible fue aprobada el 6 de septiembre por el Parlamento de Cataluña con los votos a favor de los parlamentarios de Junts pel Sí y la CUP, en un pleno rodeado de una fuerte polémica. Dicha ley establece que el referéndum es vinculante y que se proclamará la independencia dos días después de la publicación de los resultados oficiales si el «sí» obtiene más votos que el «no», sin requerir una participación mínima. Los partidos de la oposición se negaron a votar dicha ley, excepto Catalunya Sí que es Pot, que se abstuvo.
La ley es ilegal por ir en contra del Estatuto de Autonomía de Cataluña, que requiere una mayoría de dos tercios en el Parlamento catalán para cualquier cambio en el estatus de Cataluña. El referéndum efectuado por la Generalidad es ilegal según la Constitución y legislación españolas al no cumplir los requisitos establecidos en las mismas. Previamente el Consejo de Garantías Estatutarias, un órgano creado por la Generalidad de Cataluña, calificó de ilegal un referéndum unilateral. La ley fue suspendida cautelarmente al día siguiente por el Tribunal Constitucional, órgano al que Carles Puigdemont, el presidente de la Generalidad, afirmó que ignoraría. Fue finalmente declarada inconstitucional por unanimidad de los magistrados del Tribunal Constitucional el 17 de octubre de ese mismo año, al entender el tribunal que la norma invadía competencias estatales y vulneraba la supremacía de la Constitución, la indisoluble unidad de la Nación española y la soberanía nacional.
La Fiscalía del Tribunal Superior de Justicia de Cataluña solicitó a la Guardia Civil, Mozos de Escuadra, Policía Nacional y policías locales que incautasen el material relacionado con el referéndum, a pesar de lo cual no se pudo requisar todo el material.
La pregunta del referéndum, que los votantes debían responder con un «Sí» o «No», fue «¿Quiere que Cataluña sea un estado independiente en forma de república?». El consejero de la Presidencia y portavoz del Gobierno de la Generalidad de Cataluña, Jordi Turull, informó el día de las votaciones que el apoyo a la independencia superó el 90 % y que 400 colegios electorales fueron cerrados, precintados o intervenidos en la celebración, dando los resultados provisionales con un 95 % de votos escrutados. El resultado final con el 100 % de votos escrutados no lo dio la Generalidad de Cataluña hasta el día 6 de octubre, contabilizando un total de 2 262 424 papeletas con 2 020 144 votos por el «sí» y 176 565 votos por el «no», con una participación del 43,03 %. Sin embargo, dichos resultados fueron ampliamente cuestionados tanto por las irregularidades detectadas durante el proceso, como por la falta de coherencia entre los resultados provisionales dados el día de la votación y los resultados definitivos publicados cinco días más tarde, así como por la falta de ratificación por un órgano independiente.
Los resultados provisionales publicados el día del referéndum no muestran diferencias importantes con respecto a la anterior consulta del 9N, en la que al igual que en esta, la mayoría de los contrarios a la independencia no participaron. Igualmente el resultado de votos favorables es similar al alcanzado por los partidos independentistas en las últimas elecciones catalanas de 2015, que fueron planteadas como plebiscitarias y en las que los independentistas no consiguieron la mayoría de los votos, aunque sí de escaños.
El día de la votación se produjeron cargas policiales. Según el Gobierno de la Generalidad, 893 civiles fueron atendidos por el Sistema de Emergencias Médicas de Cataluña tras la actuación policial. La mayoría de los heridos era de carácter leve, aunque cuatro personas requirieron hospitalización, dos de ellas de carácter grave. El juez que investigó el caso por la denuncia presentada por la Generalidad estableció en 130 el número de heridos por las cargas policiales. A su vez, de acuerdo con el Ministerio del Interior, 431 agentes de la Policía Nacional y la Guardia Civil resultaron heridos, 39 de los cuales requirieron tratamiento médico inmediato. Los 392 restantes sufrieron heridas por contusiones, arañazos, patadas o mordiscos propinados por los manifestantes.
Los observadores internacionales consideraron que la ley que posibilitaba el referéndum no cumplió una serie de buenas prácticas, y que el referéndum no pudo cumplir los estándares internacionales debido a las circunstancias adversas en que tuvo lugar y a la violencia policial. La Comisión Europea corroboró su ilegalidad.

## Antecedentes

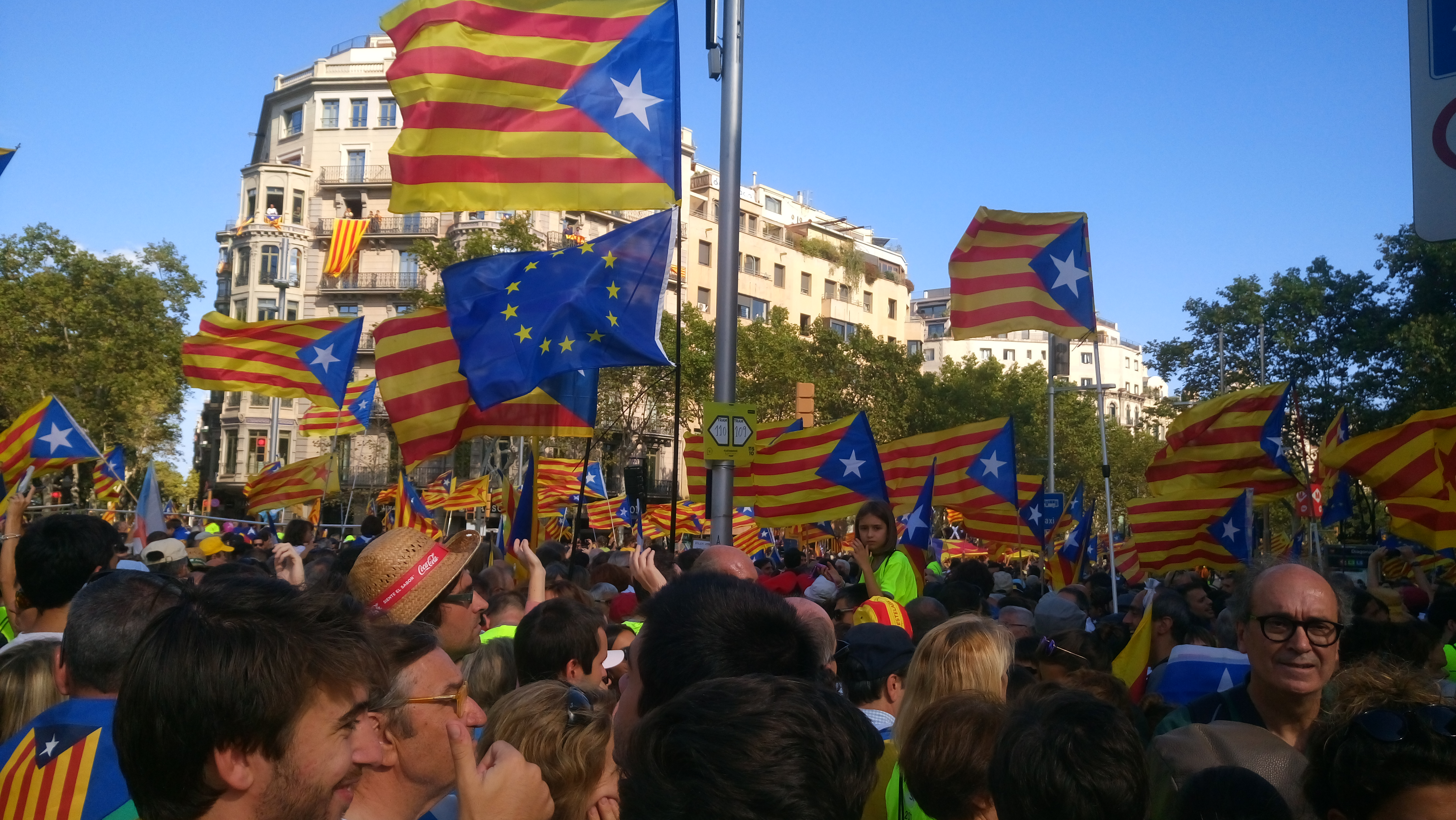
La Diada del Sí

La convocatoria de un referéndum de autodeterminación en Cataluña se remonta al año 2014, con la Consulta sobre el futuro político de Cataluña. Se trataba de una consulta popular no vinculante que fue suspendida por el Tribunal Constitucional. Finalmente se celebró un proceso participativo, lo que supuso la condena por el Tribunal Superior de Justicia de Cataluña por delitos de prevaricación y desobediencia del presidente de la Generalidad de Cataluña, Artur Mas, y los altos cargos Francesc Homs, Irene Rigau y Joana Ortega. Asimismo, el Tribunal de Cuentas les condenó a pagar los gastos que el erario público había asumido por la consulta, que ascendieron a 5,1 millones de euros.

## Propuesta de convocatoria en 2017
A partir de marzo de 2017, la Generalidad de Cataluña anunció la intención de solicitar materiales como urnas y sobres para unas elecciones regionales. Algunos sostuvieron que estos preparativos eran en realidad un intento de organizar secretamente un referéndum, por lo que el 24 de marzo la Fiscalía Superior de Cataluña anunció una investigación para determinar si se estaba planificando un referéndum.
El referéndum estuvo inicialmente programado para el 17 de septiembre de 2017, a pesar de que estaba excluido (lo calificaban como «pantalla pasada») de las promesas electorales hechas por los partidos independentistas antes de las elecciones catalanas de 2015, cuyo resultado fue una mayoría parlamentaria para la coalición Junts pel Sí, junto con la Candidatura de Unidad Popular-Llamada Constituyente, la cual consiguió 72 de los 135 escaños, aunque el porcentaje de voto para los partidos independentistas fue del 47,8 %. El recién elegido Parlamento de Cataluña resolvió rápidamente celebrar un referéndum sobre la independencia, después de que la consulta de 2014 se hubiese reducido a un «proceso de participación ciudadana» no vinculante. Sin embargo, el Tribunal Constitucional anuló más tarde la resolución del Parlamento de Cataluña para celebrar la consulta.

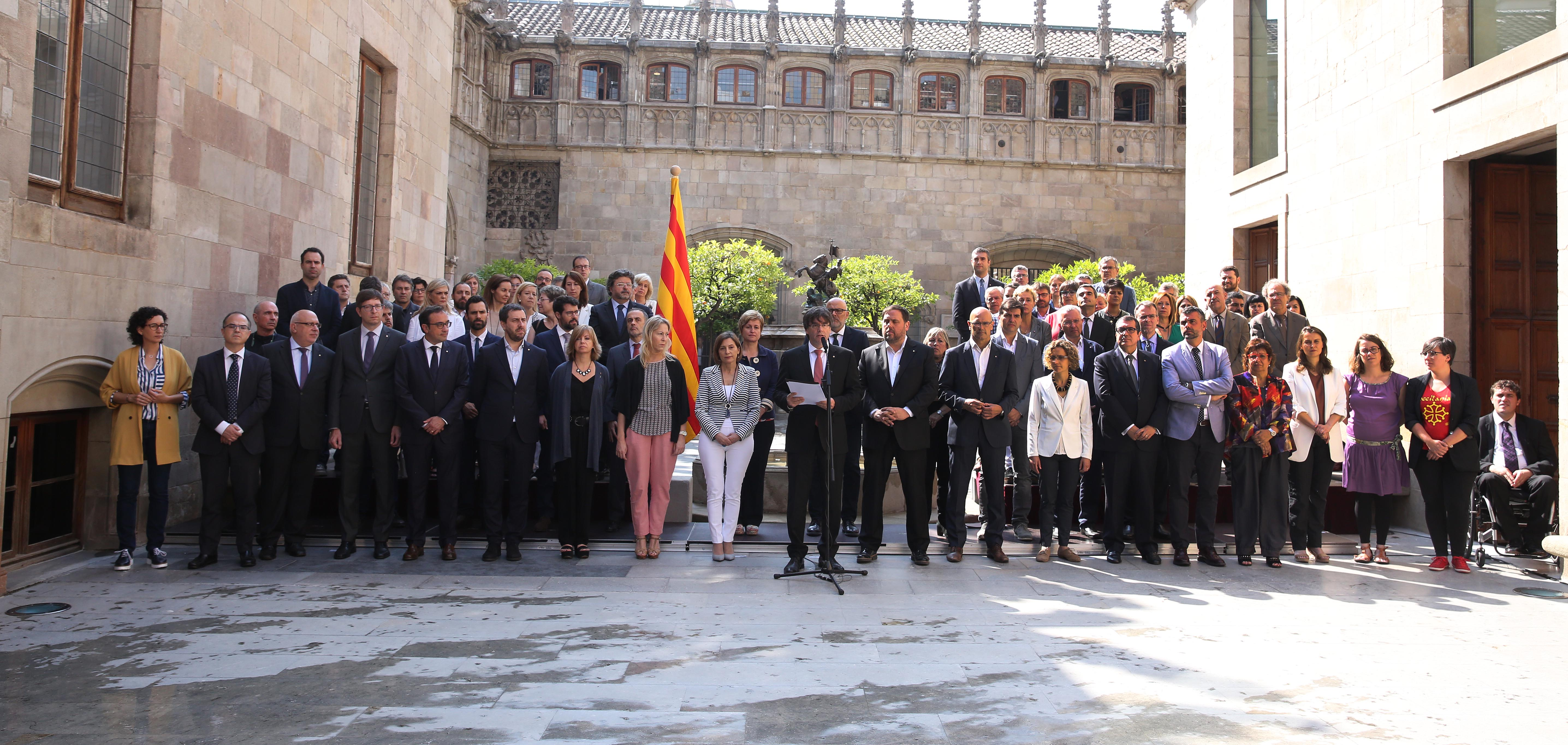
Carles Puigdemont anuncia fecha y pregunta del Referéndum de independencia de Cataluña.

El 9 de junio de 2017 el presidente de la Generalidad, Carles Puigdemont, anunció que el referéndum se celebraría el 1 de octubre de 2017 y que la pregunta de la consulta seríaː «¿Quiere que Cataluña sea un estado independiente en forma de república? Sí o No». Agregó que, a diferencia del realizado en 2014, este referéndum tendría carácter vinculante, porque se trataría de un «instrumento avalado por una amplia mayoría política y social» de Cataluña.
El referéndum quedó pospuesto a una hipotética convocatoria para el 1 de octubre. Dada la premura de los plazos, el Parlamento de Cataluña aprobó una reforma de su Reglamento, permitiendo debatir y aprobar leyes en un solo día. Esta reforma fue suspendida por el Tribunal Constitucional el 31 de julio de 2017 en base al artículo 161.2 de la Constitución Española.

## Ley del referéndum
La mañana del 6 de septiembre la mayoría de miembros de la Mesa aprobaron la inclusión a trámite del Proyecto de Ley de Referéndum. Al inicio de la sesión, Marta Rovira de Junts pel Sí y Anna Gabriel de la CUP solicitaron la alteración del orden del día, utilizando para ello el procedimiento descrito en el artículo 81.3 del Reglament del Parlament de Catalunya. La publicación del proyecto de ley en el Boletín Oficial del Parlamento de Cataluña (BOPC) estuvo envuelta en cierta polémica.
El secretario general del Parlamento, Xavier Muró, y el letrado mayor del mismo, Antoni Bayona, se negaron a publicar el proyecto de ley y a firmarlo por considerarlo contrario a resoluciones anteriores del Tribunal Constitucional y por tanto ilegal. Anteriormente los letrados de la institución habían avisado de la ilegalidad que supondría tramitar esta ley. La publicación en el BOPC fue tachada de «anómala» por varios grupos de la oposición mientras la presidenta Carme Forcadell aseguraba que la publicación en el boletín era un «automatismo», y esta había sido «perfectamente legal y reglamentaria» en base al artículo 112 del reglamento del Parlamento de Cataluña.
El procedimiento llevado a cabo supuso «saltarse trámites habituales», reduciendo a un solo día el pleno y a dos horas el tiempo para presentar enmiendas, evitando debates en la Cámara e impidiendo la posibilidad de impugnar la ley ante el Consejo de Garantías Estatutarias.
La norma fue aprobada en un «hemiciclo medio vacío» con 72 votos a favor, de Junts pel Sí, la CUP y del diputado no adscrito Germà Gordó, y once abstenciones de los diputados de Catalunya Sí que es Pot, que se abstuvieron por considerar que el procedimiento no contaba con ninguna garantía y se estaban conculcando derechos de los parlamentarios y de la ciudadanía. Los diputados de Ciudadanos, PSOE y PP habían abandonado el hemiciclo por considerar que la ley y su aprobación era ilegal. Como gesto simbólico, diputados del PP extendieron banderas catalanas y españolas sobre sus escaños, una parte de las cuales, las españolas, procedió a retirar la diputada Àngels Martínez de Catalunya Sí que es Pot.
El mismo 6 de septiembre, pocas horas después de aprobar la ley del referéndum en el Parlamento de Cataluña, el Gobierno de Cataluña en pleno firmaba el decreto de convocatoria del referéndum. Conjuntamente se emitía el decreto de normas complementarias para la celebración del referéndum.
Una victoria del «sí», en caso de que la votación tuviera lugar, implicaría una declaración unilateral de independencia de Cataluña en 48 horas, y la de «no» la convocatoria de nuevas elecciones autonómicas.

## Actuación de la Generalidad

### Compra y ocultación de urnas

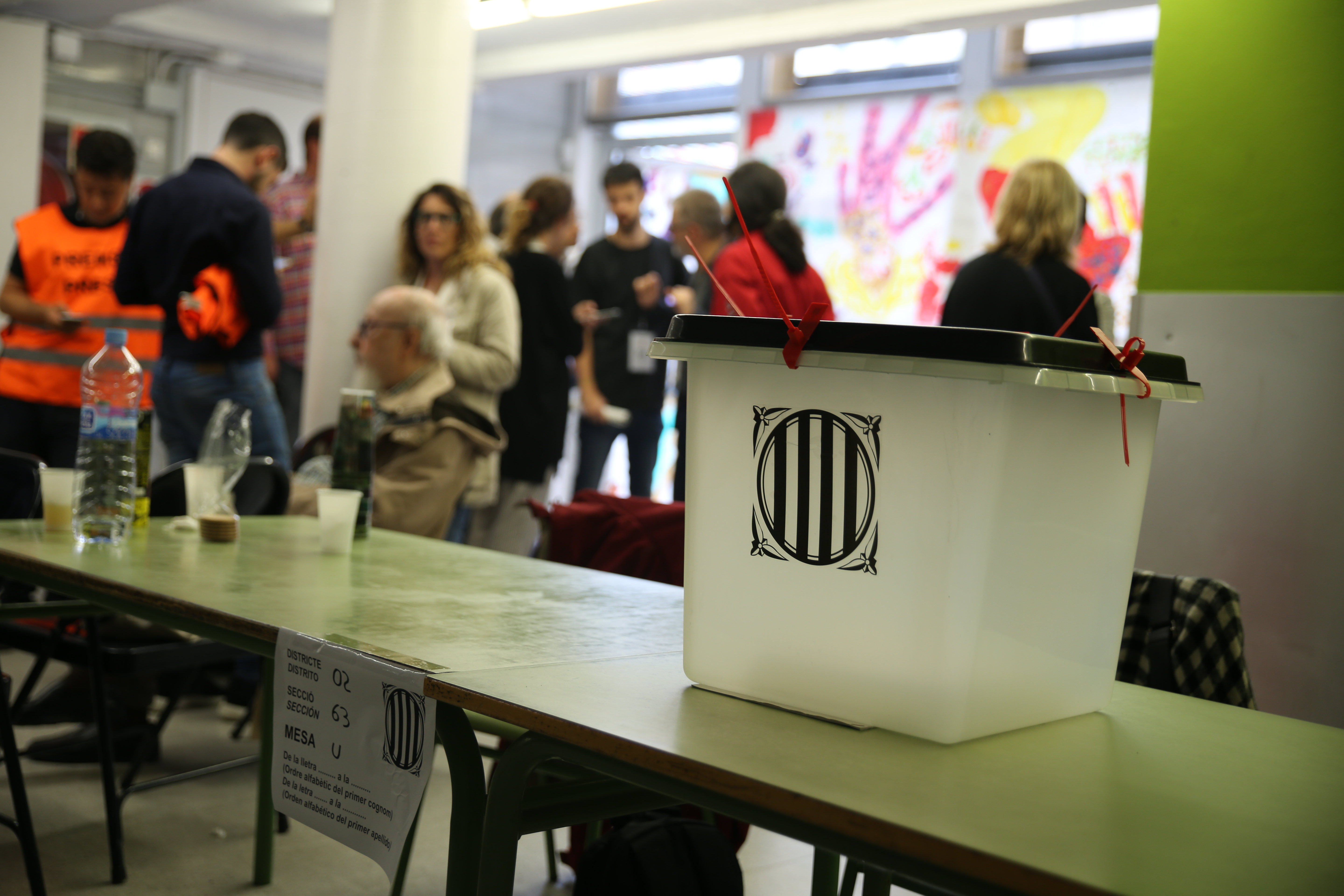
Fotografía de la urna usada en el referéndum, de plástico y con bridas para el cierre.

La compra de las urnas para el referéndum fue discutida en el seno del Govern por primera vez a principios de 2017, llegándose al acuerdo en mayo de que fuera la conselleria de Governació, encabezada por Meritxell Borràs del PDeCAT, la que llevara a cabo el proceso de licitación de la compra de las urnas. Pero el concurso quedó desierto porque ninguna empresa se presentó.
Según los periodistas del diario en catalán Ara, Laia Vicens y Xavi Tedó, autores del libro Operació Urnes, las 10.000 urnas necesarias para la votación fueron compradas en junio por un particular que pagó por ellas 100.000 euros a través de una empresa francesa. Este particular había comenzado sus averiguaciones en marzo de 2017 decantándose finalmente por la firma Smart Dragon Ballot Expert, con sede en la ciudad china de Guangzhou ―el modelo que escogió fue el que había fabricado la firma china para el referéndum que se iba a celebrar en el Kurdistán el 25 de septiembre―. Las urnas fueron transportadas en tres contenedores que viajaron desde China hasta el puerto francés de Marsella por la ruta del Canal de Suez. Los responsables dijeron a las autoridades portuarias francesas que querían hacer el castillo de plástico más grande del mundo para homenajear una colla castellera. La explicación coló y desde Marsella fueron llevadas a Elna, en el departamento de Pirineos Orientales, en la región del Languedoc-Rosellón, una localidad cercana a la frontera con España, a donde llegaron el 7 de agosto. El president Puigdemont fue informado y solo un grupo muy reducido de personas supieron del asunto.
Poco después comenzó el traslado de las urnas al interior de Cataluña, para lo que se designaron ocho coordinadores responsables de los ocho almacenes donde se iban a guardar y que abarcaban todo el territorio catalán. Desde los almacenes las urnas fueron llevadas a 40 locales más pequeños desde donde se harían llegar a los colegios electorales. El 11 de septiembre de 2017, Diada de Cataluña, ya habían cruzado la frontera unas 6.500 urnas, las necesarias para abastecer todas las mesas electorales, y las 3.500 restantes permanecieron en Francia para cubrir cualquier incidencia. Finalmente las urnas fueron confiadas a voluntarios, la inmensa mayoría de ellos militantes de los partidos independentistas, que las guardaron en sus casas o en otros lugares, como bosques o capillas. En ocasiones había miembros de una misma familia que custodiaba urnas en distintos lugares sin que entre ellos lo supieran.
Puigdemont declaró el 17 de septiembre contar con un total de «18 000» unidades, más de las necesarias para prevenir posibles incautaciones. Por otra parte mantuvo en secreto el censo electoral que emplearía en el referéndum.

### Impresión de papeletas por particulares
Ante la posibilidad de problemas con la disponibilidad de papeletas el 1 de octubre y las primeras actuaciones judiciales, el Conseller de Presidencia Jordi Turull declaró en Twitter «no se pueden poner puertas al campo en pleno siglo XXI», dando las instrucciones de «entrad y donde pone imprimir, pulsad y ya lo tendréis en papel». «Lo digo por todos aquellos que hace horas que buscan el material oficial en papel. Que nadie busque tres pies al gato». La mayoría de medios de comunicación interpretaron estas declaraciones como una sugerencia a los ciudadanos a imprimirse las papeletas ellos mismos. Días después la Generalidad dispuso igualmente un archivo pdf imprimible y recortable de la papeleta de voto en una de las webs del referéndum. A su vez Puigdemont afirmaba en un acto de campaña que habría papeletas de sobra a disposición de la ciudadanía.

### Advertencias a alcaldes
En lo relativo a la cesión de locales por parte de los ayuntamientos, el propio Turull advirtió a Ada Colau de que «no hay espacio para la equidistancia, o se está con las urnas o se está con la Guardia Civil», recordando a los alcaldes que se oponen a permitir el uso de estos locales para la votación que los catalanes sabrán discriminar entre los que «ayudan a votar o los que ayudan a impedirlo».

### Activismo web

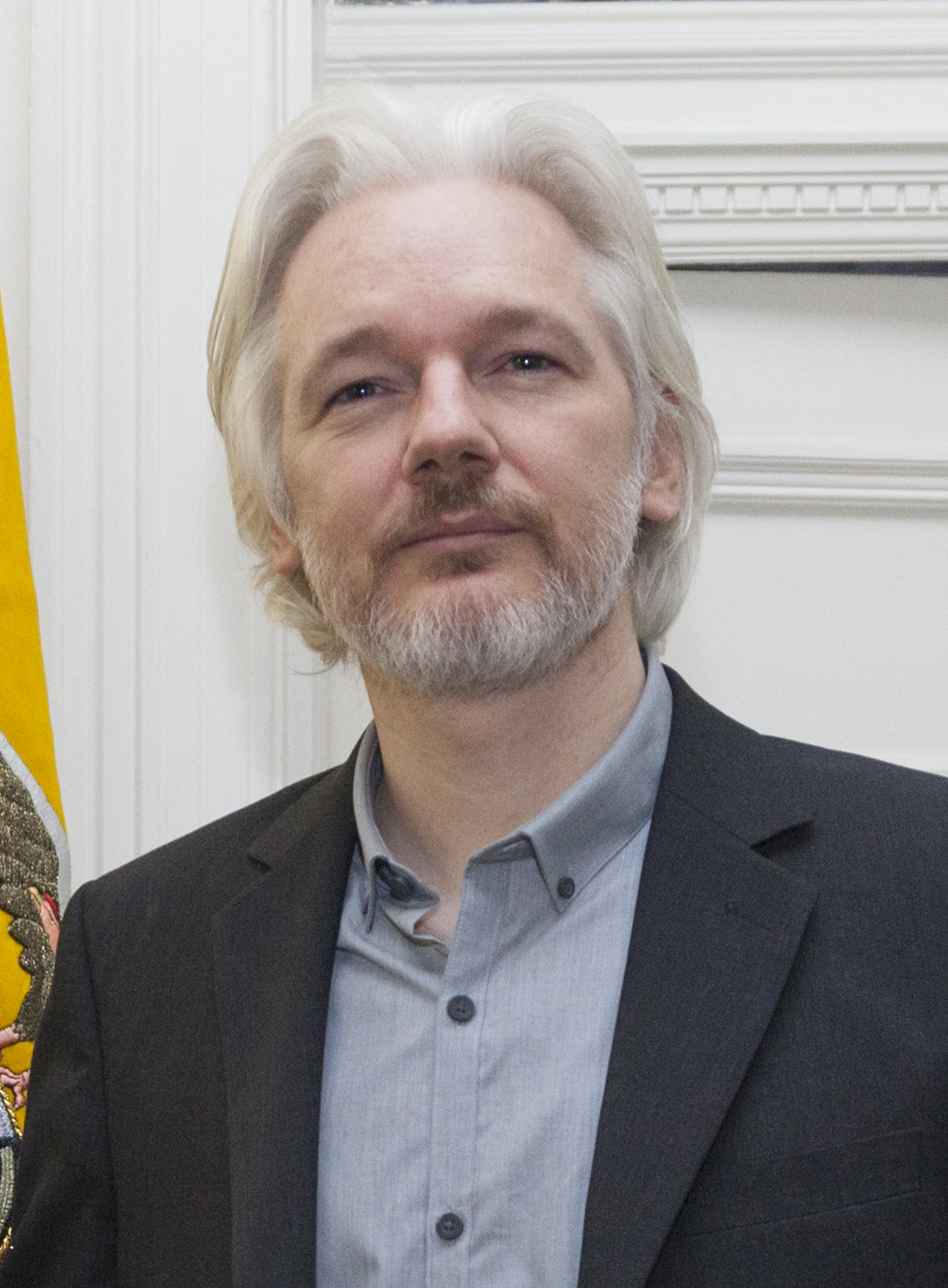
Julian Assange, supuesto colaborador en la reapertura de webs alternativas.

Después del cierre por parte de la Guardia Civil de la página web del referéndum, «referendum.cat», Puigdemont anunció que la web seguiría operativa bajo los dominios «ref1oct.cat» y «ref1oct.eu», ambos registrados en EuroDNS, fuera de la jurisdicción española.
A pesar del bloqueo de algunos de sus dominios, a partir del 14 de septiembre aparecieron nuevas réplicas de la web del referéndum accesibles desde España, como «referendum.love», «referendum.ninja» o «referendum.party». La Generalidad de Cataluña habría contado supuestamente con la ayuda de Julian Assange, fundador de Wikileaks y autoencerrado desde hace años en la embajada de Ecuador en Londres, para la apertura de webs alternativas. Oriol Junqueras felicitó al ciberactivista australiano desde su cuenta de Twitter por su apoyo a la causa soberanista.
Puigdemont dio instrucciones en Twitter —una red social de microblogging— sobre cómo usar proxies para saltarse el bloqueo y acceder a la web de referéndum. La Generalidad de Cataluña decidió crear el 17 de septiembre una cuenta de usuario en esta misma red social, bajo el alias «ref1oct», desde la que informar sobre los progresos del referéndum.
La Generalidad de Cataluña hizo disponible un enlace de internet en el que los ciudadanos podrían consultar el lugar donde les correspondería votar en el referéndum, haciéndolo público Carles Puigdemont de nuevo a través de Twitter, mediante su cuenta personal «KRLS».

### Propaganda mediática

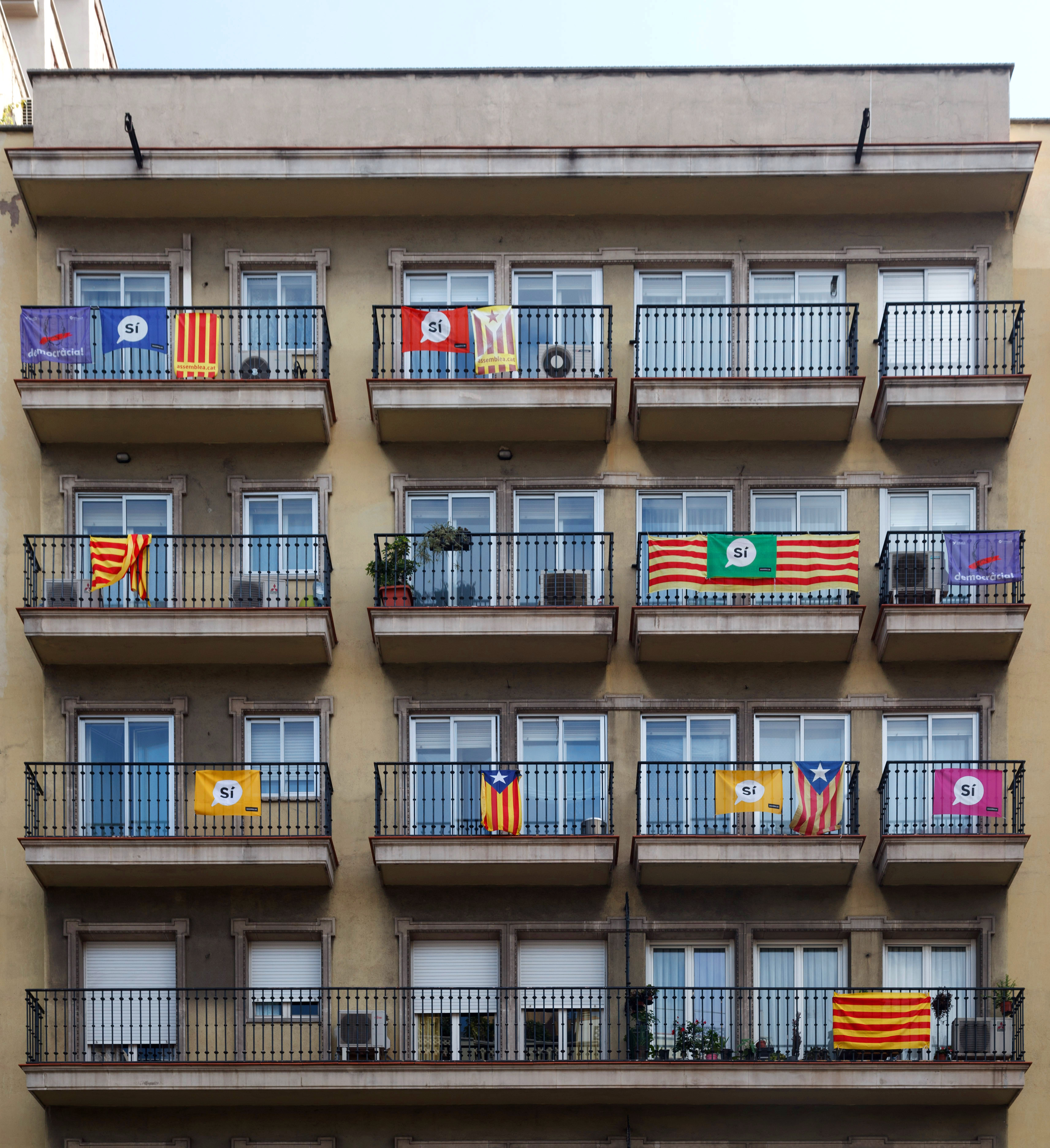
Esteladas y banderas de apoyo a la opción «Sí» en el referéndum.

A mediados de agosto la Generalidad contrató al lobby SGR Government Relations & Lobbying para publicitar el referéndum en los Estados Unidos.
Como parte de la campaña mediática del referéndum, la Generalidad ha buscado publicitar la cita del 1 de octubre. Dos empresas, Carat España y Focus Media, se presentaron a un concurso de la Generalidad para la promoción de la votación de independencia, encubierto bajo la denominación «campaña de publicidad institucional para potenciar el civismo». La primera empresa, después de serle otorgada su realización, rechazó el encargo tras evaluar la legalidad de la consulta y por el «riesgo para su imagen y reputación», la segunda en discordia también terminó esquivando el encargo del Ejecutivo catalán, por lo que el concurso quedó desierto.
En la campaña publicitaria del referéndum de autodeterminación han participado medios públicos de la comunidad autónoma como TV3 y Catalunya Ràdio; así como periódicos digitales de difusión catalana como Avui, VilaWeb, Nació Digital o El Nacional.

### Disolución de la Sindicatura Electoral de Cataluña
Todos los miembros de la Sindicatura Electoral de Cataluña —a pesar de que según el artículo 20.1 de la Ley de Referéndum «Los vocales de la Sindicatura Electoral de Cataluña son inamovibles»— dimitieron y esta se disolvió, a petición de la Generalidad, para evitar las multas impuestas por el Tribunal Constitucional.

## Actuación de organizaciones independentistas
La organización independentista Asamblea Nacional Catalana (ANC) dio instrucciones a sus integrantes sobre la actitud que debían mantener durante la jornada del referéndum ante la previsible actuación de las fuerzas del orden para impedir su celebración:

No estamos haciendo un ‘show’, no estamos haciendo una manifestación: estamos ejerciendo la soberanía popular y estamos ayudando a la Generalitat a hacer el referéndum. Las imágenes que proyectamos deben ser de máximo respeto por la institución y por el procedimiento referendario. En ningún caso está autorizado utilizar las urnas y el material electoral fuera del recinto oficial. Si no conseguimos entrar, nos quedamos en la puerta haciendo cola. No organizamos una votación alternativa.

Estas instrucciones resultaron decepcionantes para bastantes independentistas que se mostraron más proclives a seguir la consigna de la CUP y de Demòcrates de Catalunya de ocupar los colegios electorales antes del día 1 ―de hecho el sábado 30 muchos de ellos ya estaban llenos de gente que incluso pasó allí la noche―. Así es como surgieron los Comités de Defensa del Referéndum.
Por otro lado la ANC solicitó donativos a sus socios para sufragar su campaña a favor del referéndum, además de realizar pegadas de carteles. Por su parte Òmnium Cultural alquiló un aeroplano para realizar propaganda del evento, además de contratar publicidad en el Metro de Barcelona y realizar un «spot» publicitario en formato vídeo a favor del referéndum.
Hubo manifestaciones independentistas en diversas ocasiones frente a edificios estatales en Cataluña. También se convocaron huelgas estudiantiles y sentadas y la ocupación de colegios para la celebración del referéndum. Asimismo, se celebraron manifestaciones a favor en capitales del resto del país. Durante una de dichas manifestaciones, por la madrugada, un grupo de individuos soberanistas asaltaron tres vehículos no ocupados de la Guardia Civil, que quedaron destrozados y llenos de basura.
Tras las cargas policiales de la jornada del referéndum algunos grupos de manifestantes independentistas se concentraron a las puertas de hoteles donde se alojaban agentes de las fuerzas del orden, gritando consignas y haciendo caceroladas, a lo que los agentes, fuera de servicio, respondieron saliendo a la calle de paisano realizando cargas contra los manifestantes y, algunos de ellos, haciendo uso de porras extensibles con el resultado de cuatro contusionados según el servicio de emergencias.

## Actuación del Estado

### Prohibición por el Tribunal Constitucional
El 7 de septiembre de 2017, el Tribunal Constitucional suspendió cautelarmente la ley de referéndum y advirtió a los 948 alcaldes catalanes y a 62 cargos de la Generalidad de que no podían participar en la organización del 1-O. Asimismo, la Fiscalía General del Estado presentó una querella por desobediencia al Tribunal Constitucional, prevaricación y malversación de caudales públicos contra la presidenta del Parlamento, los miembros de la Mesa que votaron a favor de tramitar el Proyecto de Ley de Referéndum, el presidente de la Generalidad y todos los miembros de su gobierno. Al día siguiente fue admitida a trámite y el Tribunal Superior de Justicia de Cataluña ordenó la intervención de posibles urnas y otros efectos vinculados al referéndum. Se da la circunstancia de que varios de estos cargos ya acumulan otros procesos judiciales abiertos. En el caso de la presidenta, Carme Forcadell, tres.
El 8 de septiembre, la Fiscalía exigía para Carles Puigdemont, presidente de la Generalidad, y los consellers de su gobierno una fianza que garantizara los gastos que pudiera causar al erario público, que cifraba en 6,2 millones de euros, y el cierre de todas las páginas web promovidas por la Generalidad para promocionar el referéndum.
La Fiscalía de Barcelona presentó, el 14 de septiembre, una querella contra los miembros de la Sindicatura Electoral al considerar sus actuaciones «una clamorosa manifestación de desprecio al principio de autoridad representado por el Tribunal Constitucional». La acusación se basaba en los delitos de desobediencia, malversación y usurpación de funciones públicas.

### Intervención en imprentas y otros proveedores

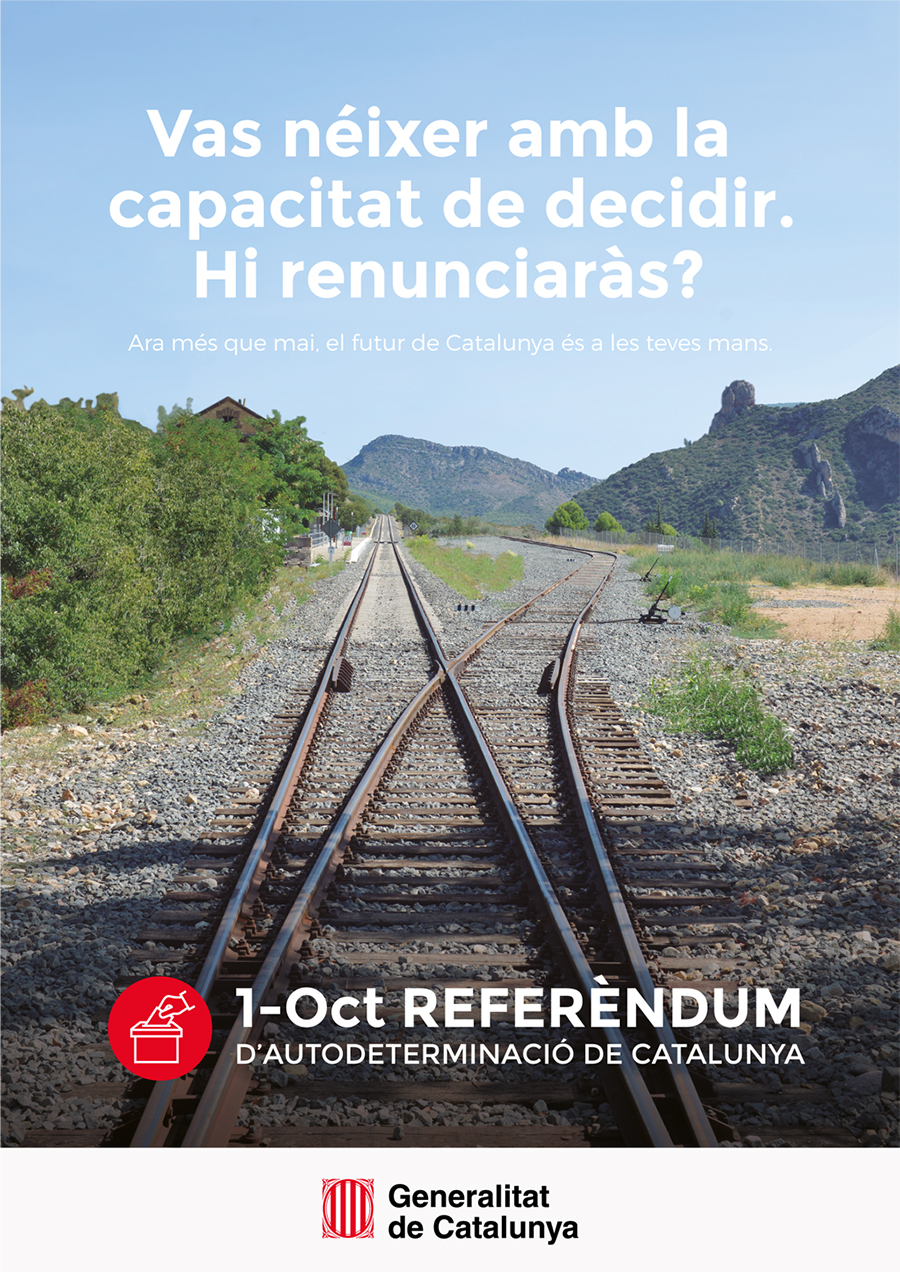
Cartel de propaganda del referéndum como los requisados por la Guardia Civil.

El 8 de septiembre, la Guardia Civil realizó un registro en una imprenta de Constantí a instancias de la Fiscalía de Tarragona, por posible impresión de papeletas para el referéndum. Al día siguiente se realizó otro registro en un antiguo local del semanario El Vallenc, situado en la localidad de Valls (Tarragona), llevándose el ordenador principal y documentación y el ordenador del director, Francesc Fàbregas, quien hubo de declarar en dependencias policiales. Se apunta una posible colaboración directa o indirecta, de partidos separatistas, grupos afines o personas dispuestas a prestarles estas instalaciones.
Agentes de la Policía Nacional se personaban en empresas de La Coruña con capacidad de elaborar urnas para votaciones investigando si miembros de la Generalidad de Cataluña habían contactado para realizar el encargo de las 8000 urnas de metacrilato para el referéndum.
El 14 de septiembre, la Guardia Civil accedía a la imprenta Artyplan en el polígono industrial El Pla situada en San Feliú de Llobregat en busca de material para la celebración del referéndum como manuales, papeletas y urnas.
El 15 de septiembre, la Guardia Civil registró cuatro imprentas, Marc Martí en Barcelona, y otras tres en Hospitalet de Llobregat, San Feliú de Llobregat y Badalona, requisando 100 000 carteles de propaganda electoral en la nave de una de ellas.
El 16 de septiembre, la Guardia Civil confiscó en una empresa de San Adrián de Besós planchas destinadas tanto a la impresión de los carteles institucionales para promover la participación en el referéndum como para los carteles de propaganda a favor del «sí».
El 17 de septiembre, la Guardia Civil incautó 1 300 000 carteles, dípticos y folletos de publicidad institucional y propaganda a favor del «sí».

### Investigación de Ayuntamientos y otras instituciones
El 13 de septiembre, el fiscal general del Estado, José Manuel Maza, ordenó investigar a los Ayuntamientos que colaboren en la organización del referéndum del 1-O, y citar, por medio de la Policía Judicial, a los alcaldes en calidad de investigados y/o imputados. Además en caso de que el alcalde citado no comparezca, se proceda a acordar su detención y presentación en la Fiscalía Superior de Cataluña, oficiando a los Mozos de Escuadra como Policía Judicial.
Estas actuaciones de la fiscalía motivaron la crítica de algunos políticos y juristas como José Antonio Martín Pallín, que consideró que perseguir aquellos que quieren ceder locales para poner urnas «es una situación que no admiten los valores de la Constitución en un país democrático». «Las querellas son forzadas y no ajustadas a la legalidad», opinaba.

### Bloqueo de páginas web
El 13 de septiembre, un juez ordenó el cierre de la web oficial del referéndum, «referendum.cat». La Guardia Civil se presentó en las oficinas del registrador de dominios catalán CDmon para cancelar el dominio.
El 15 de septiembre la Guardia Civil cerró la página «garanties.cat» por orden de la magistrada del Tribunal Superior de Justicia de Cataluña que instruye la causa contra el gobierno de Cataluña. La página estaba impulsada por Junts pel Sí, detallaba el proceso del referéndum y ponía a disposición de los usuarios un formulario para inscribirse como colaborador.
El 16 de septiembre, juzgado de instrucción número 13 de Barcelona envió una orden a los proveedores de Internet para que impidiesen en un plazo de 24 horas el acceso desde sus redes a 10 nuevos dominios de las webs bloqueadas previamente: «ref1oct.cat», «ref1oct.eu», «referendum.es», «referendum.cat», «referendumoctubre1.com», «referendum.ws», «referendumoctubre1.cat», «referendumoct1.cat», «1octreferendum.cat» y «garantías.cat». El mismo juzgado ordenó, el 19 de septiembre, el bloqueo de 22 dominios más.
El 20 de septiembre la Guardia Civil entró en la sede de la Fundación puntCAT, que administra el dominio de nivel superior .cat, y detuvo al director del área de información, Pep Masoliver. La Internet Society y la Electronic Frontier Foundation denunciaron que se exija a un registro de dominios ejercer funciones de censura.
El 23 de septiembre el TSJC ordenó bloquear «onvotar.garantiespelreferendum.com», «referendum.fun» y la puerta de entrada principal del InterPlanetary File System (IPFS), «gateway.ipfs.io». Esta vez la magistrada ordenó el bloqueo de todas las webs relacionadas con el referéndum que sean publicitadas por cualquier miembro del gobierno de Cataluña en redes sociales.
Hasta el 27 de septiembre, más de 140 sitios web relacionados con el referéndum fueron bloqueados. Tras el referéndum continuó el bloqueo de sitios web. El 11 de octubre fue bloqueada la web oficial de la Asamblea Nacional Catalana, «assemblea.cat».

### Intervención policial durante pegadas de carteles

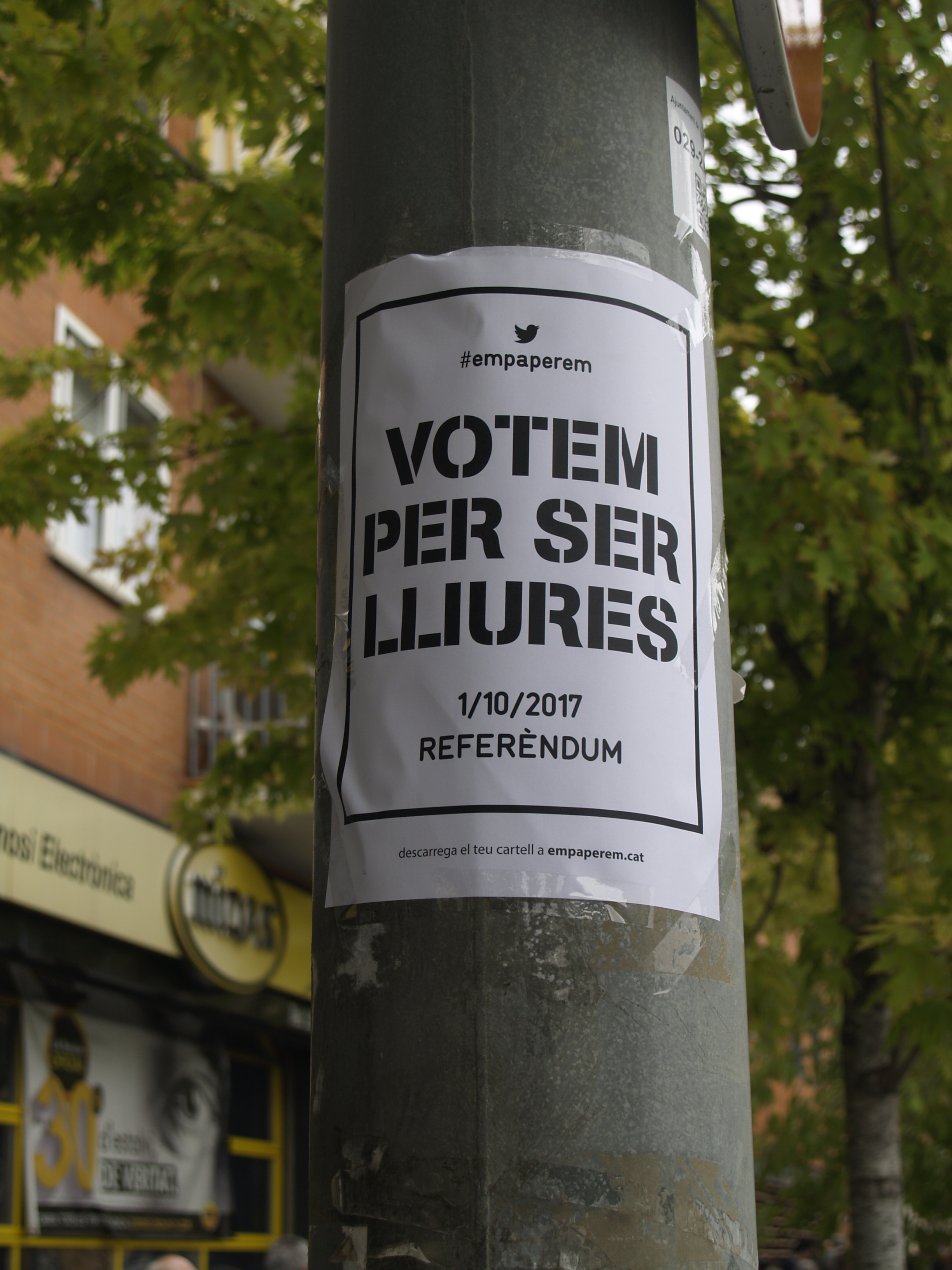
Cartel llamando a votar

En las primeras horas de la campaña electoral del referéndum, madrugada del 14 al 15 de septiembre, la Guardia Civil y policía local realizaron identificaciones y confiscaciones de material a militantes de partidos políticos, mayoritariamente de las CUP y las juventudes de ERC, mientras pegaban carteles del referéndum. En el municipio de Las Casas de Alcanar la Guardia Civil detuvo a tres militantes de la CUP y trasladó posteriormente al cuartel de La Rápita. En Sardañola del Vallés se identificó a la primera teniente de alcalde de la localidad Elvira Vila y otras personas mientras colgaban carteles. Otras actuaciones policiales se llevaron a cabo en los municipios de Moncada y Reixach, Ripollet, Figueras, Masquefa, Premiá de Mar y Llagostera.

### Medios de comunicación
El 15 de septiembre, el TSJC ordenó que ningún medio de comunicación publicase publicidad institucional del referéndum. La Guardia Civil entregó notificaciones de la orden en las sedes de VilaWeb, El Punt Avui, Nació Digital, Racó Català, Llibertat.cat y El Nacional. También se llevó a cabo la identificación de todos los redactores presentes en la sede de Nació Digital durante la entrega de la notificiación.

### Desautorizaciones de actos a favor del referéndum
El 12 de septiembre el juez José Yusty Bastarreche, tras un recurso del Partido Popular, suspendió la realización de un acto a favor del referéndum en Madrid que habría hecho uso de instalaciones cedidas por el Ayuntamiento de la ciudad. El acto estaba organizado por Madrileños por el Derecho a Decidir.
El 13 de septiembre, en una lectura de un manifiesto en favor del «sí» en la que participaron las diputadas de la CUP Anna Gabriel y Mireia Vehí en la plaza de la Virgen de Valencia, dado que la convocatoria no contaba con autorización de la Delegación del Gobierno, la Policía Nacional procedió a la identificación de los asistentes y la lectura del manifiesto se realizó sin poder utilizar el equipo de megafonía.
El 13 de septiembre el Ayuntamiento de Gijón vetó la realización en un centro municipal de una charla-coloquio sobre Cataluña. La charla habría estado organizada por la Federación Asturiana Memoria y República y la revista Viento Sur entre otros convocantes y habría contado con la participación de Joan Tardà de ERC y miembros de la CUP y Catalunya en Comú. El ayuntamiento, gobernado por Foro Asturias, basó su decisión en la suspensión del referéndum por parte del Tribunal Constitucional.
El Ayuntamiento de Viella prohibía un acto organizado por la CUP para el 17 de septiembre. En dicho acto se iba a contar con la presencia de Mireia Boya de la CUP, Julián Fernández de Podemos y Emilio Medán del PSOE y alcalde de Lés. El alcalde de Viella, Juan Antonio Serrano, declaraba «No he prohibido nada, lo ha hecho el Tribunal Constitucional». Serrano añadía que actuaría de la misma manera si la solicitud la presentaba cualquier otra formación política, independientemente de si el acto era favorable o contrario al referéndum. El alcalde remarcaba que su obligación es «seguir haciendo cumplir la legalidad».
El Ayuntamiento de Santa Coloma de Gramanet gobernado por Nuria Parlón del PSC vetaba un acto organizado para el 15 de septiembre con el título «democràcia!» programado en la Plaza Pau Casals de la localidad. El acto contaba con la presencia de Manuel Delgado, profesor de la Universidad de Barcelona, y Jordi Cuixart, presidente de Òmnium Cultural. El ayuntamiento alegaba que «no es competente para autorizar este acto» argumentando las providencias del Tribunal Constitucional sobre la suspensión de las leyes del referéndum.
Un juzgado de Vitoria suspendía la autorización de cesión de un local municipal para acoger una conferencia, el 15 de septiembre, de la diputada de la CUP Anna Gabriel en defensa del referéndum. La denuncia ante el juzgado fue realizada por la Delegación del Gobierno. El acto se inició con normalidad hasta la llegada de la Policía Municipal, que desalojó la sala. El acto finalizó en la calle.

### Correos y registro de Unipost
El 14 de septiembre Correos instruyó a sus empleados para impedir la tramitación de envíos relacionados con el referéndum. En Barcelona, la Associació de Veïnes i Veïns de l'Esquerra de l'Eixample denunció que Correos se negó a distribuir su boletín debido a un artículo de apoyo al referéndum. Según la asociación, tuvo que recurrir a una empresa de mensajería privada para garantizar la distribución del boletín. Según Òmnium Cultural, Correos impidió el reparto de parte de la tirada de su publicación bianual.
El 19 de septiembre la Guardia Civil entró en varias oficinas de la operadora postal Unipost en Hospitalet de Llobregat, Barcelona, Manresa y Tarrasa. En estas dos últimas se requisaron 45 000 certificaciones de notificaciones que iban a ser enviadas a las personas elegidas como presidentes, vocales y suplentes de las mesas electorales. En el caso de Tarrasa, un grupo de personas que protestaba contra el registro trató de impedir el acceso al secretario judicial y la salida de la furgoneta con la documentación incautada, dando lugar a la intervención de los Mozos de Escuadra.

### Operación Copérnico
Para intentar impedir el referéndum y «garantizar la legalidad» el Ministerio del Interior español puso en marcha la operación Copérnico que consistió en el despliegue en Cataluña a partir del 22 de septiembre de 2017 de unos 10 000 agentes de la Policía Nacional y de la Guardia Civil procedentes del resto de España. Solo dos días antes habían tenido lugar los sucesos en torno a la Conselleria de Economía en los que un grupo de guardias civiles no pudieron salir del edificio ante la multitud que lo rodeaba. En una intervención en el Senado el ministro del Interior Juan Ignacio Zoido valoró el coste de la Operación Copérnico, que acabó a finales de año, en 87 millones de euros.
Para alojar a los efectivos de la Policía Nacional desplazados a Cataluña se contrataron al menos dos cruceros, uno de ellos decorado con imágenes de personajes de Warner Bros (Piolín, Silvestre, el Coyote, el Pato Lucas y el demonio de Tasmania). Estas embarcaciones amarraron en el puerto de Barcelona. Los estibadores del puerto decidieron no dar servicio a estos barcos.

### Detenciones del 20 de septiembre
El 20 de septiembre la Guardia Civil detuvo a 14 personas por requerimiento titular del juzgado de instrucción número 3, el juez Ramírez Súnyer, que investiga la preparación del referéndum de independencia de Cataluña. Fueron detenidos Josep Maria Jové i Lladó, secretario general de Vicepresidencia y Economía y Hacienda; y Lluís Salvadó secretario de Hacienda, Joan Manel Gómez, responsable del voto electrónico de la conselleria de Gobernación; Francesc Sutrias, un cargo de Economía; Xavier Puig Farré, de Asuntos Sociales; Jordi Graells, director general de Atención Ciudadana, y Jordi Puignero, Josué Sallent y David Franco, del Centro de Telecomunicaciones y tecnologías de la informatión (CTTI), dependientes de Presidència; David Palancad, de Asuntos Exteriores y Rosa María Rodríguez Curto directora general de servicios de T-Systems Iberia.

## Reacciones

### Sondeos
Según un sondeo realizado por SocioMétrica para El Español entre el 28 de agosto y el 1 de septiembre el 55 % de los catalanes apoyarían la celebración del referéndum mientras que el 39,8 % lo rechaza. Entre el resto de españoles lo apoyaría un 15,4 % frente a un 77 % que lo rechazaría. Según este sondeo la participación oscilaría entre el 54 % y el 68 % y el «sí» ganaría por, al menos, el 62 %.
Según un sondeo de Metroscopia para El País realizado después de la aprobación de la Ley, un 38 % de los catalanes considerarían que el referéndum pueda ser válido y legal, frente a un 56 % que lo rechaza. La opinión favorable asciende al 42 % en el colectivo de 54 a 64 años, mientras entre los jóvenes menores de 35 años el rechazo es de dos de cada tres.

#### Sondeos en referencia al referéndum del 1-O
| Instituto/Iniciador | Trabajo de campo | Muestra | Sí                 | No         | Otros/ Abstención | NS/NC | Diferencia al Sí |      |      |   |     |     |
| ------------------- | ---------------- | ------- | ------------------ | ---------- | ----------------- | ----- | ---------------- | ---- | ---- | - | --- | --- |
| Instituto/Iniciador | Trabajo de campo | Muestra | NC Report/La Razón | 1–8.8.2017 | 800               | NS/NC | Diferencia al Sí | 41,5 | 48,6 | — | 9,9 | 7,1 |
| Opinòmetre/Ara      | 17–20.7.2017     | 1000    | 41,9               | 37,8       | 4,2               | 16,1  | 4,1              |      |      |   |     |     |
| GESOP/CEO           | 26.6.–11.7.2017  | 1500    | 39                 | 23,5       | 23                | 14,5  | 15,5             |      |      |   |     |     |
| NC Report/La Razón  | 29.6.–1.7.2017   | 800     | 44                 | 48,6       | —                 | 7,4   | 4,6              |      |      |   |     |     |
| GAD3/La Vanguardia  | 23–29.6.2017     | ?       | 42,5               | 37,6       | 10,2              | 9,7   | 4,9              |      |      |   |     |     |
| DYM/El Confidencial | 22–28.6.2017     | 531     | 47                 | 44,4       | —                 | 8,6   | 2,6              |      |      |   |     |     |
| Opinòmetre/Ara      | 12–15.6.2017     | 1000    | 42,3               | 38,9       | 6                 | 12,8  | 3,4              |      |      |   |     |     |
| GESOP/CEO           | 6–21.3.2017      | 1500    | 43,3               | 22,2       | 28,6              | 5,9   | 21,1             |      |      |   |     |     |

#### Sobre la cuestión de la independencia en general
| Instituto/Iniciado por                                 | Trabajo de campo  | Muestra | Sí                      | No             | Otros/ Abstención | NS/NC | Diferencia | Pregunta        |      |      |   |     |     |                |
| ------------------------------------------------------ | ----------------- | ------- | ----------------------- | -------------- | ----------------- | ----- | ---------- | --------------- | ---- | ---- | - | --- | --- | -------------- |
| Instituto/Iniciado por                                 | Trabajo de campo  | Muestra | Sociométrica/El Español | 28.8.–1.9.2017 | 700               | NS/NC | Diferencia | Pregunta        | 50,1 | 45,7 | – | 4,2 | 4,4 | [ Pregunta 1 ] |
| GESOP/CEO                                              | 26.6.–11.7.2017   | 1500    | 41,1                    | 49,4           | –                 | 9,5   | 8,3        | [ Pregunta 2 ]  |      |      |   |     |     |                |
| GAD3/La Vanguardia                                     | 7–12.4.2017       | 601     | 41,9                    | 39,7           | 9,1               | 9,3   | 2,2        | [ Pregunta 3 ]  |      |      |   |     |     |                |
| GESOP/CEO                                              | 6–21.3.2017       | 1500    | 44,3                    | 48,5           | –                 | 7,2   | 4,2        | [ Pregunta 2 ]  |      |      |   |     |     |                |
| GAD3/La Vanguardia                                     | 2–5.1.2017        | 601     | 42,3                    | 41,9           | 5,9               | 9,9   | 0,4        | [ Pregunta 3 ]  |      |      |   |     |     |                |
| NC Report/La Razón                                     | 16–23.12.2016     | 1000    | 44,8                    | 47,2           | –                 | 8     | 2,4        | [ Pregunta 4 ]  |      |      |   |     |     |                |
| DYM/CEO                                                | 12–17.12.2016     | 1047    | 45,3                    | 46,8           | –                 | 7,8   | 1,5        | [ Pregunta 2 ]  |      |      |   |     |     |                |
| GESOP/El Periódico                                     | 12–14.12.2016     | 800     | 48,9                    | 40,3           | 2,4               | 8,5   | 8,6        | [ Pregunta 5 ]  |      |      |   |     |     |                |
| Opinòmetre/CEO                                         | 17.10.–3.11.2016  | 1500    | 44,9                    | 45,1           | –                 | 9,9   | 0,2        | [ Pregunta 2 ]  |      |      |   |     |     |                |
| GESOP/ICPS                                             | 26.9.–17.10.2016  | 1200    | 46,6                    | 33,8           | 15                | 4,7   | 10,2       | [ Pregunta 6 ]  |      |      |   |     |     |                |
| NC Report/La Razón                                     | 2–6.8.2016        | 1255    | 41,3                    | 43,2           | –                 | 15,5  | 1,9        | [ Pregunta 7 ]  |      |      |   |     |     |                |
| Opinòmetre/CEO                                         | 28. jun–13.7.2016 | 1500    | 47,7                    | 42,4           | –                 | 10    | 5,3        | [ Pregunta 2 ]  |      |      |   |     |     |                |
| GAD3/La Vanguardia                                     | 13–16.6.2016      | 800     | 48,4                    | 35,3           | 7,7               | 8,6   | 13,1       | [ Pregunta 3 ]  |      |      |   |     |     |                |
| Opinòmetre/CEO                                         | 22.2.–8.3.2016    | 1500    | 45,3                    | 45,5           | –                 | 9,2   | 0,2        | [ Pregunta 2 ]  |      |      |   |     |     |                |
| NC Report/La Razón                                     | 28–31.12.2015     | 1255    | 44,1                    | 49,7           | –                 | 6,2   | 5,6        | [ Pregunta 8 ]  |      |      |   |     |     |                |
| DYM/El Confidencial                                    | 30.11.–3.12.2015  | 504     | 37                      | 54             | –                 | 9     | 17         | [ Pregunta 9 ]  |      |      |   |     |     |                |
| Feedback/La Vanguardia                                 | 20–27.11.2015     | 1000    | 45,5                    | 48,7           | –                 | 5,2   | 3,2        | [ Pregunta 10 ] |      |      |   |     |     |                |
| GESOP/CEO                                              | 16–23.11.2015     | 1050    | 46,6                    | 48,2           | –                 | 5,2   | 1,6        | [ Pregunta 2 ]  |      |      |   |     |     |                |
| Opinòmetre/CEO                                         | 5–27.10.2015      | 2000    | 46,7                    | 47,8           | –                 | 5,6   | 1,1        | [ Pregunta 2 ]  |      |      |   |     |     |                |
| Elecciones al Parlamento de Cataluña de 2015           |                   |         |                         |                |                   |       |            |                 |      |      |   |     |     |                |
| Feedback/La Vanguardia                                 | 14–17.9.2015      | 1000    | 45,2                    | 45,9           | –                 | 8,9   | 0,7        | [ Pregunta 10 ] |      |      |   |     |     |                |
| Metroscopia/El País                                    | 14–16.9.2015      | 2000    | 45                      | 46             | –                 | 9     | 1          | [ Pregunta 11 ] |      |      |   |     |     |                |
| DYM/El Confidencial                                    | 14–16.9.2015      | 1157    | 50,0                    | 42             | –                 | 8     | 8          | [ Pregunta 9 ]  |      |      |   |     |     |                |
| Sigma Dos/El Mundo                                     | 31.8.–3.9.2015    | 1400    | 44,4                    | 46,2           | –                 | 9,4   | 1,8        | [ Pregunta 12 ] |      |      |   |     |     |                |
| Feedback/La Vanguardia                                 | 6–9.7.2015        | 1000    | 44,5                    | 48,4           | –                 | 7,1   | 3,9        | [ Pregunta 13 ] |      |      |   |     |     |                |
| Opinòmetre/CEO                                         | 2–24.6.2015       | 2000    | 42,9                    | 50             | –                 | 7,1   | 7,1        | [ Pregunta 2 ]  |      |      |   |     |     |                |
| Feedback/La Vanguardia                                 | 27–29.4.2015      | 1000    | 43,7                    | 47,9           | –                 | 8,3   | 4,2        | [ Pregunta 13 ] |      |      |   |     |     |                |
| Opinòmetre/CEO                                         | 9.2.–2.3.2015     | 2.000   | 44,1                    | 48             | –                 | 7,8   | 3,9        | [ Pregunta 2 ]  |      |      |   |     |     |                |
| DYM/CEO                                                | 9–13.12.2014      | 1100    | 44,5                    | 45,3           | –                 | 10,3  | 0,8        | [ Pregunta 2 ]  |      |      |   |     |     |                |
| GESOP/ICPS                                             | 12.11.–6.12.2014  | 1200    | 49,9                    | 27,4           | 18,8              | 4,1   | 22,5       | [ Pregunta 6 ]  |      |      |   |     |     |                |
| Feedback/La Vanguardia                                 | 1–4.12.2014       | 1000    | 47,4                    | 42,9           | –                 | 9,7   | 4,5        | [ Pregunta 13 ] |      |      |   |     |     |                |
| Sigma Dos/El Mundo                                     | 17–20.11.2014     | 1000    | 35,7                    | 44,7           | 9,6               | 10    | 9          | [ Pregunta 2 ]  |      |      |   |     |     |                |
| Consulta sobre el futuro político de Cataluña 2014     |                   |         |                         |                |                   |       |            |                 |      |      |   |     |     |                |
| GESOP/8tv                                              | 30.10.2014        | 1600    | 46,2                    | 38             | –                 | 15,8  | 8,2        | [ Pregunta 2 ]  |      |      |   |     |     |                |
| Opinòmetre/CEO                                         | 29.9.–23.10.2014  | 2000    | 49,4                    | 32,3           | 8,4               | 10    | 17,1       | [ Pregunta 2 ]  |      |      |   |     |     |                |
| Sigma Dos/El Mundo                                     | 26–29.8.2014      | ?       | 34                      | 39,5           | –                 | 19,2  | 5,5        | [ Pregunta 2 ]  |      |      |   |     |     |                |
| Feedback/La Vanguardia                                 | 30.4.–8.5.2014    | 577     | 43,4                    | 43,5           | –                 | 13,4  | 0,1        | [ Pregunta 2 ]  |      |      |   |     |     |                |
| Opinòmetre/CEO                                         | 24.3.–15.4.2014   | 2000    | 47,2                    | 27,9           | 12,4              | 12,6  | 19,3       | [ Pregunta 2 ]  |      |      |   |     |     |                |
| GESOP/El Periódico                                     | 26–28.2.2014      | 800     | 46,1                    | 36,3           | –                 | 17,6  | 9,8        | [ Pregunta 2 ]  |      |      |   |     |     |                |
| GESOP/El Periódico                                     | 12–13.12.2013     | 800     | 44,1                    | 36,2           | –                 | 19,7  | 7,9        | [ Pregunta 2 ]  |      |      |   |     |     |                |
| Feedback/La Vanguardia                                 | 16–19.11.2013     | 1000    | 44,9                    | 45             | –                 | 10,1  | 0,1        | [ Pregunta 2 ]  |      |      |   |     |     |                |
| GESOP/CEO                                              | 4–14.11.2013      | 2000    | 54,7                    | 22,1           | 17                | 6,3   | 32,6       | [ Pregunta 6 ]  |      |      |   |     |     |                |
| GESOP/El Periódico                                     | 16–18.10.2013     | 800     | 53,3                    | 41,5           | –                 | 5,3   | 11,8       | [ Pregunta 14 ] |      |      |   |     |     |                |
| GESOP/ICPS                                             | 25.9.–10.10.2013  | 800     | 48,6                    | 25,2           | 21,9              | 4,3   | 23,4       | [ Pregunta 6 ]  |      |      |   |     |     |                |
| GESOP/CEO                                              | 31.5.–13.6.2013   | 2000    | 55,6                    | 23,4           | 15,9              | 5,1   | 32,2       | [ Pregunta 6 ]  |      |      |   |     |     |                |
| GESOP/El Periódico                                     | 28–31.5.2013      | 800     | 57,8                    | 36             | –                 | 6,3   | 21,8       | [ Pregunta 14 ] |      |      |   |     |     |                |
| GESOP/CEO                                              | 4–14.2.2013       | 2000    | 54,7                    | 20,7           | 18,1              | 6,4   | 34         | [ Pregunta 6 ]  |      |      |   |     |     |                |
| GESOP/El Periódico                                     | 14–16.1.2013      | 800     | 56,9                    | 35             | –                 | 8,2   | 21,9       | [ Pregunta 14 ] |      |      |   |     |     |                |
| GESOP/ICPS                                             | 27.11.–20.12.2012 | 1200    | 49,2                    | 29,2           | 15,1              | 6,5   | 20         | [ Pregunta 6 ]  |      |      |   |     |     |                |
| Elecciones al Parlamento de Cataluña de 2012           |                   |         |                         |                |                   |       |            |                 |      |      |   |     |     |                |
| Feedback/La Vanguardia                                 | 12–16.11.2012     | 1000    | 47,5                    | 40,2           | –                 | 10,1  | 7,3        | [ Pregunta 15 ] |      |      |   |     |     |                |
| Feedback/La Vanguardia                                 | 6–9.11.2012       | 1000    | 47,9                    | 39,9           | –                 | 10,2  | 8          | [ Pregunta 15 ] |      |      |   |     |     |                |
| DYM/CEO                                                | 22–30.10.2012     | 2500    | 57                      | 20,5           | 14,9              | 7,7   | 36,5       | [ Pregunta 6 ]  |      |      |   |     |     |                |
| Feedback/La Vanguardia                                 | 22–26.10.2012     | 1000    | 52,8                    | 35,4           | –                 | 9,7   | 17,4       | [ Pregunta 15 ] |      |      |   |     |     |                |
| Feedback/La Vanguardia                                 | 8–11.10.2012      | 1000    | 54,3                    | 33,1           | –                 | 10,1  | 21,2       | [ Pregunta 15 ] |      |      |   |     |     |                |
| Feedback/La Vanguardia                                 | 21–27.9.2012      | 1200    | 54,8                    | 33,5           | –                 | 10,2  | 21,3       | [ Pregunta 15 ] |      |      |   |     |     |                |
| DYM/CEO                                                | 4–18.6.2012       | 2500    | 51,1                    | 21,1           | 22,1              | 5,8   | 30         | [ Pregunta 6 ]  |      |      |   |     |     |                |
| DYM/CEO                                                | 6–21.2.2012       | 2500    | 44,6                    | 24,7           | 25,2              | 5,5   | 19,9       | [ Pregunta 6 ]  |      |      |   |     |     |                |
| GESOP/CEO                                              | 29.9.–13.10.2011  | 2500    | 45,4                    | 24,7           | 24,4              | 5,6   | 20,7       | [ Pregunta 6 ]  |      |      |   |     |     |                |
| GESOP/CEO                                              | 2–17.6.2011       | 2500    | 42,9                    | 28,2           | 23,8              | 5,2   | 14,7       | [ Pregunta 6 ]  |      |      |   |     |     |                |
| Noxa/La Vanguardia                                     | 1–2.9.2010        | 800     | 40                      | 45             | 10                | 5     | 5          | [ Pregunta 16 ] |      |      |   |     |     |                |
| 1. 2. 3. 4. 5. 6. 7. 8. 9. 10. 11. 12. 13. 14. 15. 16. |                   |         |                         |                |                   |       |            |                 |      |      |   |     |     |                |

### Gobierno de España
El Gobierno de España se opone al referéndum por entender que es contrario a la Constitución española, al tiempo que otorga al Estado la competencia exclusiva para autorizar la celebración de referendos, una interpretación con la que estaría de acuerdo el Consejo de Garantías Estatutarias de Cataluña, así como el Tribunal Constitucional y la Fiscalía.
El 15 de septiembre, el Gobierno aprobó en la Comisión Delegada de Asuntos Económicos un mecanismo de control de los pagos del Gobierno catalán, que entrará en vigor en cuanto se publique en el BOE. El nuevo mecanismo implica que la Generalidad deberá comunicar todos los créditos pendientes al Ministerio y certificar que no financia nada para el referéndum. El Ministerio de Hacienda será el que se haga cargo del pago de nóminas de funcionarios, servicios sociales como Sanidad o Educación, subvenciones, inversiones no ejecutadas o deudas a los proveedores. Además, se requiere al presidente Carles Puigdemont para que en 48 horas comunique un acuerdo de no disponibilidad de su Presupuesto.Este paquete de medidas aprobado por el Gobierno responde a la carta del vicepresidente de la Generalidad, Oriol Junqueras, en la que rechazaba enviar el informe semanal de gastos al Ministerio, una medida aprobada en julio para evitar que se destinarán fondos públicos a la consulta independentista.

### Partidos políticos
Ciudadanos, PSC y PP se han opuesto tanto al referéndum como a su tramitación, tachándola de ilegal y antidemocrática.
El Partido Demócrata Europeo Catalán y Esquerra Republicana de Catalunya, impulsores del referéndum, no han emitido ninguna postura oficial como partidos tras la aprobación de la ley, sí algunos altos cargos, como el presidente de la Generalidad, Carles Puigdemont, quien sostiene que España no es un régimen democrático y amenazó con contestar con las calles llenas.
La CUP celebró con sarcasmo la aprobación de la ley bajo la frase Ahora empieza el mambo. Asimismo, miembros de este partido provocaron a agentes de la Guardia Civil el 8 de septiembre dándoles papeletas del referéndum.
Catalunya Sí que es Pot, grupo parlamentario donde se integran varios partidos se encuentra dividida, pues su grupo en el Parlamento de Cataluña fue crítico con la tramitación y aprobación del referéndum y se abstuvo en la votación, pero la dirección nacional mantiene posturas más próximas a los independentistas.
Catalunya en Comú, nuevo partido fundado recientemente, tiene intención de consultar a las bases antes de posicionarse sobre participar o no participar en el referéndum, a pesar de que tales declaraciones han sido realizadas después de haberse pronunciado el Tribunal Constitucional.
Más allá del ámbito catalán, por un lado, los partidos favorables a la realización del referéndum son el Bloque Nacionalista Galego, En Marea, Euskal Herria Bildu, Partido Comunista Obrero Español, Liga Comunista Internacional, Partido del Trabajo Democrático e Izquierda Castellana. Por otro lado, se han posicionado en contra Coalición Canaria, Vox y Falange Auténtica.
Fuera de España, el referéndum recibió el apoyo del partido irlandés Sinn Féin y de otros partidos nacionalistas e independentistas de Europa.

### Estados y organismos internacionales
Tanto el presidente del Parlamento Europeo como la Comisión Europea se posicionaron en contra del referéndum, sosteniendo que «cualquier acción contra la Constitución de un Estado miembro es una acción contra la Unión Europea». Asimismo, advierte que si un territorio dejará de formar parte del estado miembro ello supondría se convertiría en un país tercero respecto a la Unión Europea y por tanto los tratados dejarían de aplicarse en ese territorio.
El primer ministro de Bélgica Charles Michel ha condenado en un tuit: «La violencia nunca puede ser la respuesta. Condenamos todas las formas de violencia» y ha llamado «para un diálogo político».
Ban Ki-moon, el entonces secretario general de Naciones Unidas, rechazó en 2015 que Cataluña pudiera reivindicar el derecho de autodeterminación de los pueblos pues este es de aplicación a territorios coloniales u ocupados, lo cual no concurre en el presente caso. Dos años después, no se han reconocido los órganos electorales propuestos para la celebración del referéndum. No entra en la cuestión del mismo referéndum por considerarlo una cuestión interna de España. En consecuencia, y en caso de celebrarse, el referéndum no gozaría de reconocimiento internacional.
Heather Nauert, portavoz del Departamento de Estado de los Estados Unidos, se refería al referéndum como un «asunto interno», «No queremos interferir en cuestiones nacionales, dejaremos que el gobierno y la gente allí lo solucione«» y señalaba que «trabajarían con el gobierno o entidad resultante» del referéndum, aunque reconocía no estar muy familiarizada con el asunto. Noel Clay, otro portavoz del departamento de Estado, recordó luego que la posición del Gobierno de los Estados Unidos seguía siendo la de considerarlo un asunto interno de España.
El líder de la oposición británica del Partido Laborista, Jeremy Corbyn, definió como “chocante” la violencia policial contra los votantes catalanes y pidió al Gobierno español de ponerla fin. Pocas horas después, instó al gobierno británico de Theresa May en un tuit a que apele "directamente a Rajoy para poner fin a la violencia policial en Catalunya y a encontrar una solución política a esta crisis constitucional”. La ministra principal de Escocia, Nicola Sturgeon, se expresó en un tuit lo siguiente: "Cada vez más preocupada por las imágenes de Catalunya. Independientemente de las opiniones sobre la independencia, todos deberíamos condenar las escenas que se están viendo y pedir a España que cambie de rumbo antes de que alguien acabe gravemente herido. Dejad a la gente votar pacíficamente".
La oposición francesa también ha expresado su condena. El presidente del Frente de Izquierda, Jean-Luc Mélenchon, ha tuiteado "el Estado español ha perdido la sangre fría, la nación no puede ser una camisa de fuerza". El líder del Partido Socialista Benoît Hamon también se ha expresado en una línea similar en otro tuit: "En el corazón de Europa, estas imágenes de la imágenes para evitar que la gente VOTE en Cataluña están llenas de significado y amenazas".
La ministra de Asuntos Exteriores de Suecia, Margot Wallström, pidió volver al diálogo en Catalunya tras “los violentos enfrentamientos” registrados en el 1 de octubre. El primer ministro de Eslovenia, Miro Cerar, expresó sus preocupaciones por la situación y pidió "diálogo político, Estado de Derecho y soluciones pacíficas".
El presidente de Venezuela, Nicolás Maduro, ha pedido al presidente del Gobierno español que responda ante la “brutal represión” de las fuerzas policiales en Cataluña. El gobierno de México manifestó que «lamenta los hechos de violencia» del 1 de octubre, «confía en que todos los involucrados encontrarán una solución pacífica y negociada a sus diferencias, con pleno respeto a la Constitución Española y a las instituciones del Estado», y «hace votos por una España unida en la que todos se sientan incluidos, dentro de la legalidad y las instituciones democráticas que caracterizan a ese gran país amigo».
El gobierno de Colombia dijo que «lamenta los hechos violentos ocurridos» y hace votos para que se dé una solución de manera negociada, en respeto a la Constitución Española y en beneficio de una España próspera y multicultural». El gobierno de Uruguay expresó que «lamenta los hechos acaecidos» el 1 de octubre, y expresa sus deseos de que «se supere la situación» mediante el diálogo y «en el marco de la Constitución y el pleno respeto a los derechos».

### Amnistía Internacional
Amnistía Internacional pidió, el 23 de septiembre, a las autoridades estatales y catalanas que garantizasen los derechos de libertad de expresión, reunión y manifestación. Consideró desproporcionadas las restricciones de estos derechos durante la suspensión de actos por el derecho a decidir en Madrid y Vitoria y que las autoridades locales hicieron «una interpretación que excede los términos de la providencia del Tribunal Constitucional de 7 de septiembre» al denegar la autorización de otros actos en Gijón, Zaragoza o Castelldefels. La organización considera que las manifestaciones espontáneas deben ser permitidas y mostró preocupación porque «autoridades puedan esgrimir la obligatoriedad de la notificación previa a la celebración de la manifestación para obstaculizar su desarrollo» y por la posibilidad de que se esté multando a manifestantes en aplicación de la Ley Orgánica de Seguridad Ciudadana. En cuanto al derecho de información señaló que la decisión del Tribunal Superior de Justicia de Cataluña de investigar a los medios de comunicación e impedir «cualquier tipo de publicidad o propaganda sobre la convocatoria del referéndum» no es una restricción permisible de la libertad de expresión, ya que no hace referencia a un contenido concreto.

### Prensa internacional
La publicación The Economist indicó que el presidente de la Generalidad debe retirar su propuesta de referéndum y el presidente del Gobierno español tiene que buscar la negociación con Cataluña al mismo tiempo que ofrecer la posibilidad de modificar la constitución para permitir la secesión en caso de una alta mayoría bajo las condiciones de alta participación. El diario Financial Times indicó que la celebración del referéndum no constituye una base para la declaración de un Estado.
Las primeras páginas de medios como The Times, The Guardian, The Independent, The Daily Telegraph, el Financial Times, Libération, Le Figaro, Frankfurter Allgemeine, Corriere della Sera, La Repubblica, Público; o cadenas de televisión como la BBC, CNN, NBC, ABC recogieron las cargas policiales contra la población para frenar el voto. Destacaron la «crisis» abierta entre España y Cataluña así como los heridos en las actuaciones de la Guardia Civil y la Policía Nacional.

### Reporteros Sin Fronteras
Los días previos a la celebración del referéndum, Reporteros Sin Fronteras alertó del acoso que estaban sufriendo los periodistas críticos al procés. Según la organización, los informadores españoles y los corresponsales extranjeros se quejan de las presiones que reciben desde el poder y del acoso en las redes sociales: «Las continuas presiones del Govern sobre la prensa extranjera y local, el hostigamiento de los hooligans del movimiento en las redes sociales contra los periodistas críticos y la intimidación por parte de multitudes de manifestantes contra los reporteros de televisión han creado una atmósfera tóxica contra la libertad de prensa». Uno de los cánticos más usados por los independentistas era: «Prensa española manipuladora», hostigando a los periodistas que intentaban hacer su trabajo. En los días posteriores al referéndum, Reporteros Sin Fronteras volvió a denunciar la presión hacia los periodistas en Cataluña, afirmando que «el Gobierno autonómico ha ido demasiado lejos en sus intentos de imponer su visión a los medios locales, españoles e internacionales». La organización comparó esa presión con «las campañas de Donald Trump y de los movimientos de extrema derecha».

### Otras voces
El cofundador de Wikipedia, Jimmy Wales, condenó la violencia policial:

Sin reservas, condeno la violencia contra votantes pacíficos en el referéndum catalán.
Jimmy Wales.

Artistas como Alex Kapranos, vocalista de Franz Ferdinand, la escritora J. K. Rowling y la cantante Björk se manifestaron de modo similar. La cantautora islandesa dedicó a Cataluña la canción «Declare Independence», compuesta en 2008.

## Ley de transitoriedad jurídica
Poco después de saberse que el Tribunal Constitucional (TC) suspendía de forma cautelar la convocatoria del referéndum para el 1 de octubre, se inició un debate de la Ley de Transitoriedad Jurídica, aprobada con los 71 votos de JxSí y la CUP y 10 en contra de Catalunya Sí Que Es Pot, mientras que los diputados de Ciudadanos, PSC y PPC se ausentaron del hemiciclo como hicieron con la votación de la Ley del Referéndum.

## Organización

### Fecha
El día de celebración del referéndum fue fijado para el domingo 1 de octubre de 2017. Esta fecha fue anunciada por Carles Puigdemont el 9 de junio de 2017 y quedó recogida en el artículo 9 de la Ley 19/2017.

### Electorado
El electorado está formado por:
- Las personas que dispongan la condición política de catalán, mayores de 18 años el día de la votación, que no se encuentren en alguna de las situaciones que legalmente priven del derecho a voto y que estén inscritas en el censo electoral.
- Las personas catalanas residentes en el extranjero que hayan tenido en Cataluña su última residencia administrativa, que den cumplimiento a los requisitos legalmente exigibles y que hayan solicitado formalmente tomar parte de la votación.

#### Censo electoral
Según el Decreto 140/2017, en su Capítulo III de censo electoral, se establece:

1. El censo electoral que se utiliza en el Referéndum de Autodeterminación de Cataluña es el que se haya cerrado el día 30 de marzo de 2017 y, en el caso que en esta fecha no se haya incorporado la información correspondiente a algunos municipios o de los catalanes residentes en el exterior, se utiliza para estos la última información disponible.

2. La elaboración del censo electoral es competencia de la Administración electoral del Gobierno de la Generalitat de Cataluña, bajo la supervisión de la Sindicatura Electoral de Cataluña. Se confecciona de acuerdo con lo que establece el artículo 31 de la Ley 19/2017, de 6 de septiembre, del Referéndum de Autodeterminación de Cataluña.

3. La Administración electoral del Gobierno de la Generalitat de Cataluña mantendrá un servicio de consulta de las listas electorales vigentes, preferentemente por medios informáticos.
Artículo 6. Censo electoral

Sin embargo, la Generalidad no ha indicado de donde ha obtenido lo datos del censo, ya que no tenía acceso a los mismos, ni ha permitido verificaciones o corrección de errores en ese censo.

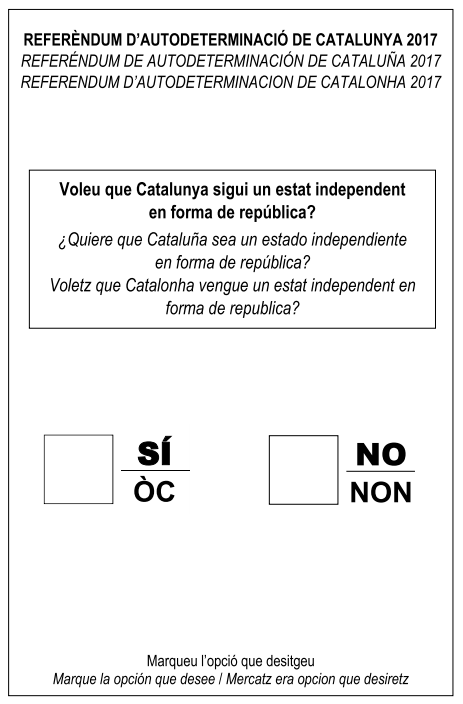
Papeleta de votación del referéndum.

### Supervisión electoral
La Sindicatura Electoral de Cataluña es el órgano responsable de supervisar el referéndum. Dicha sindicatura se disolvió antes de la celebración del referéndum, sin que fuera sustituida por ningún organismo independiente que supervisara el referéndum.

### Pregunta
La pregunta del referéndum, formulada en catalán, castellano y aranés, fue «¿Quiere que Cataluña sea un estado independiente en forma de república?».

### Campaña
Según el Decreto 140/2017, en su Capítulo V de campañas, se establece:

1. La campaña de propaganda tiene una duración de quince días. Comienza a las 00:00 horas del día 15 de septiembre de 2017 y finaliza a las 24:00 horas del 29 de septiembre de 2017, día anterior a la jornada de votación.

2. Durante los cinco días anteriores al de la votación queda prohibida la publicación, la difusión total o parcial o la reproducción de encuestas o sondeos de opinión por cualquier medio de comunicación.
Artículo 11. Campaña electoral

### Observación internacional
En la ley del referéndum (Ley 19/2017), en su Capítulo VI de las garantías del referéndum, se establece:

1. El Gobierno y su administración electoral fomentan la presencia de observadores electorales internacionales. A tal efecto, invitan a organizaciones internacionales y a observadores cualificados en este tipo de tareas.

2. La Sindicatura Electoral de Cataluña acredita a los observadores internacionales y vela por el libre desarrollo de sus actividades.
3. Los observadores electorales internacionales acreditados pueden asistir libremente a todos los procesos vinculados a la celebración del referéndum, entre ellos los procesos de sorteo de los miembros de las mesas electorales; la preparación para la apertura de los colegios electorales y la formación de las mesas electorales; el proceso de votación; el proceso de escrutinio provisional en los colegios electorales y del escrutinio oficial en la sede de la Sindicatura Electoral de Cataluña, a la proclamación de los resultados y a las comparecencias públicas de las autoridades electorales.

4. Los observadores electorales internacionales acreditados pueden dirigir consultas, observaciones y recomendaciones a la Sindicatura Electoral de Cataluña.
Artículo 15

La Comisión de Venecia, órgano consultivo de Consejo de Europa, invitada por el presidente de la Generalidad a colaborar en la organización del referéndum, respondió ya el 3 de junio de 2017 recordando a sus organizadores «la necesidad de que cualquier referéndum se lleve a cabo en pleno cumplimiento con la Constitución y la legislación aplicable» y condicionaba su participación al «acuerdo con las autoridades españolas». Tras la convocatoria del referéndum y a pocos días de su celebración, el 27 de septiembre, el secretario de la Comisión desvinculó a la institución del referéndum y sostuvo en declaraciones a la agencia Europe que su convocatoria no cumple con el Código de Buenas Conductas para Referendos adoptado por la institución, por no respetar la Constitución española y no seguir las recomendaciones formuladas por la Comisión el mes de junio.
El 8 de septiembre llegó a Barcelona el primer grupo de observadores internacionales en ser acreditado por la Sindicatura Electoral. El grupo está liderado por el diplomático holandés Daan Everts. El grupo está formado por seis expertos: Charles Lasham (Reino Unido), Constance Kaplan (Estados Unidos), Cara Stern (Estados Unidos), Khalil Zerargui (Francia) y Tomasz Blasiak (Polonia). Financiada por un think tank holandés sin previa experiencia en procesos electorales —la ley del referéndum no permite destinar dinero a observadores internacionales—, la misión dirigida por Everts se denomina a sí misma Misión Internacional Limitada de Observación por su duración limitada —el Centro Carter, que declinó participar, requiere de cuatro a seis meses previos para preparar la misión— y los escasos medios materiales y humanos con los que cuenta para realizar el trabajo de observación.
El 14 de septiembre llegó a Barcelona una segunda misión internacional de observadores electorales liderada por Helena Catt, directora ejecutiva de la Comisión Electoral de Nueva Zelanda durante cinco años. El resto de la misión está integrada por cuatro expertos más: John Caradog (Reino Unido), Michael Grange (Irlanda) y Anne Grandvoinnet Serafini (Francia) con amplia experiencia en otras misiones de observación de elecciones y referendos promovidas por la Organización para la Seguridad y la Cooperación en Europa (OSCE). Estas misiones, no obstante, han sido acusadas de no cumplir con los estándares establecidos por la OSCE para las misiones de observación internacional por, entre otras circunstancias, recibir financiación de la Generalidad que, directamente o a través de DiploCat, paga a los traductores y financia el informe que deberá elaborar el equipo encabezado por Helena Catt.
La misión de observadores internacionales de Everts concluyó que «el referéndum, tal y como se hizo, no puede cumplir con los estándares internacionales, por las circunstancias adversas en que se celebró.» En su informe, indicaron que el Gobierno español, tras la sentencia del Tribunal Constitucional, respondió con fuerza para prevenir y desmontar la organización del referéndum, lo que provocó la generación de procupación sobre libertades fundamentales de expresión, asamblea, asociación y el procedimiento legal del referéndum. Asimismo, criticaron el uso de la fuerza mostrada por la policía española, afirmando que «no tiene lugar en democracias establecidas». También indicaron que «en dos tercios de los colegios electorales visitados, algún tipo de material esencial como urnas, papeletas, cabinas o registro electoral no estaban disponibles».
Por su parte, la misión de Catt, directamente relacionada con Diplocat, avaló el proceso de votación en un comunicado emitido en el que mencionaba que ante la interferencia externa hubo una serie de improvisaciones y cambios de último minuto en el proceso de votación «que no fueron consistentes en toda Cataluña ni con lo que estaba en la ley o el manual». También realizaron mención a la «buena fe» de aquellas personas que trabajaron en los colegios electorales y descartaron intento de manipulación alguno por parte de los mismos.

## Desarrollo de la jornada e incidentes

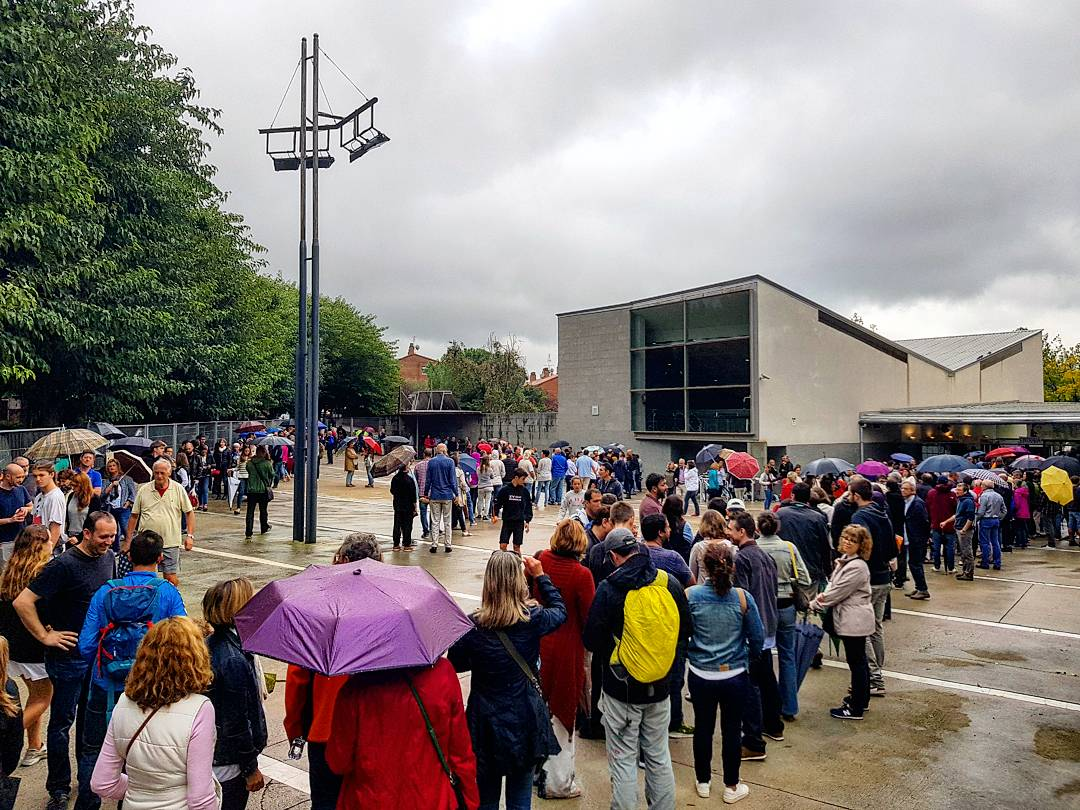
Colas de votantes en los colegios electorales para el referéndum

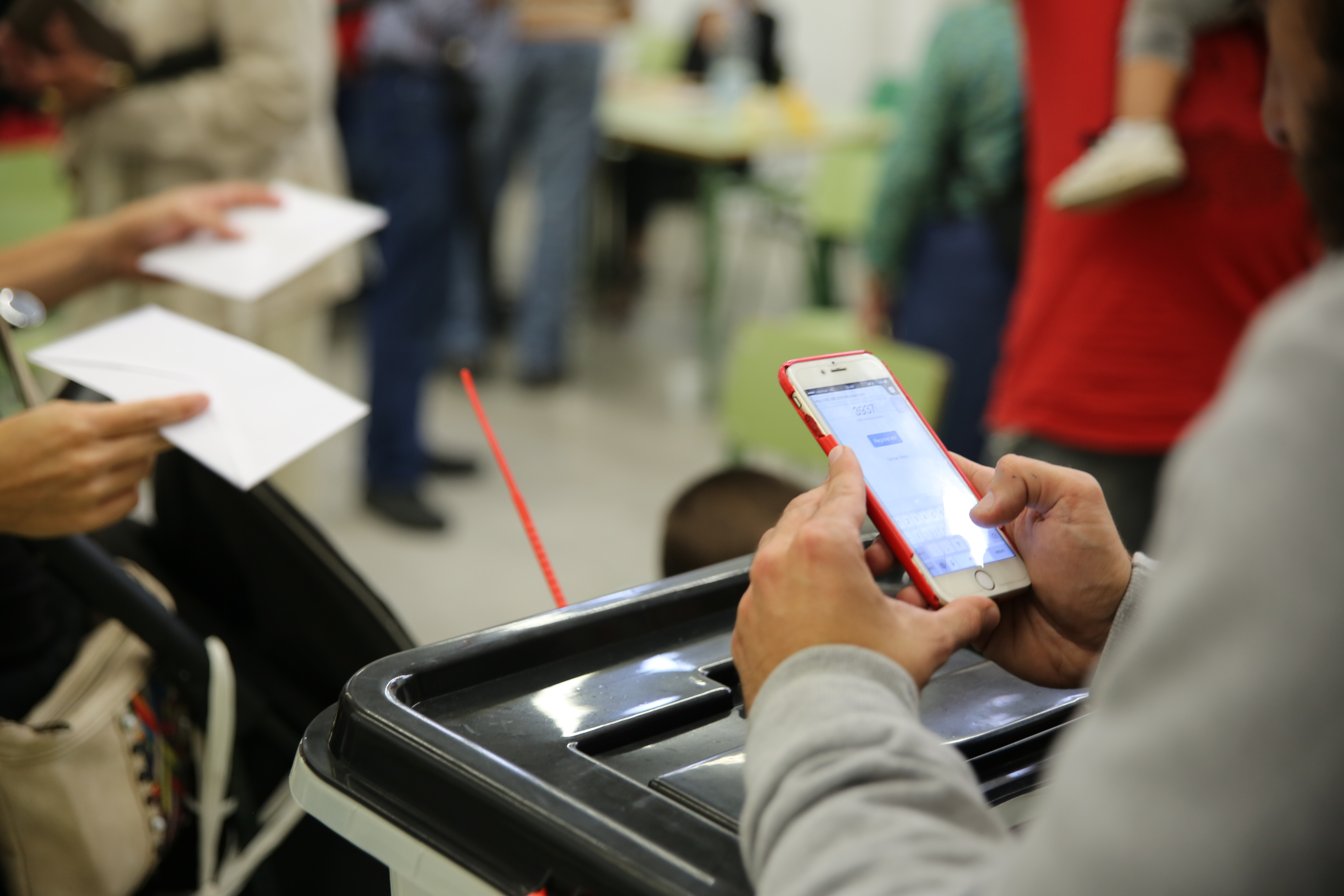
Un miembro de mesa contabiliza los votos mediante la web del censo.

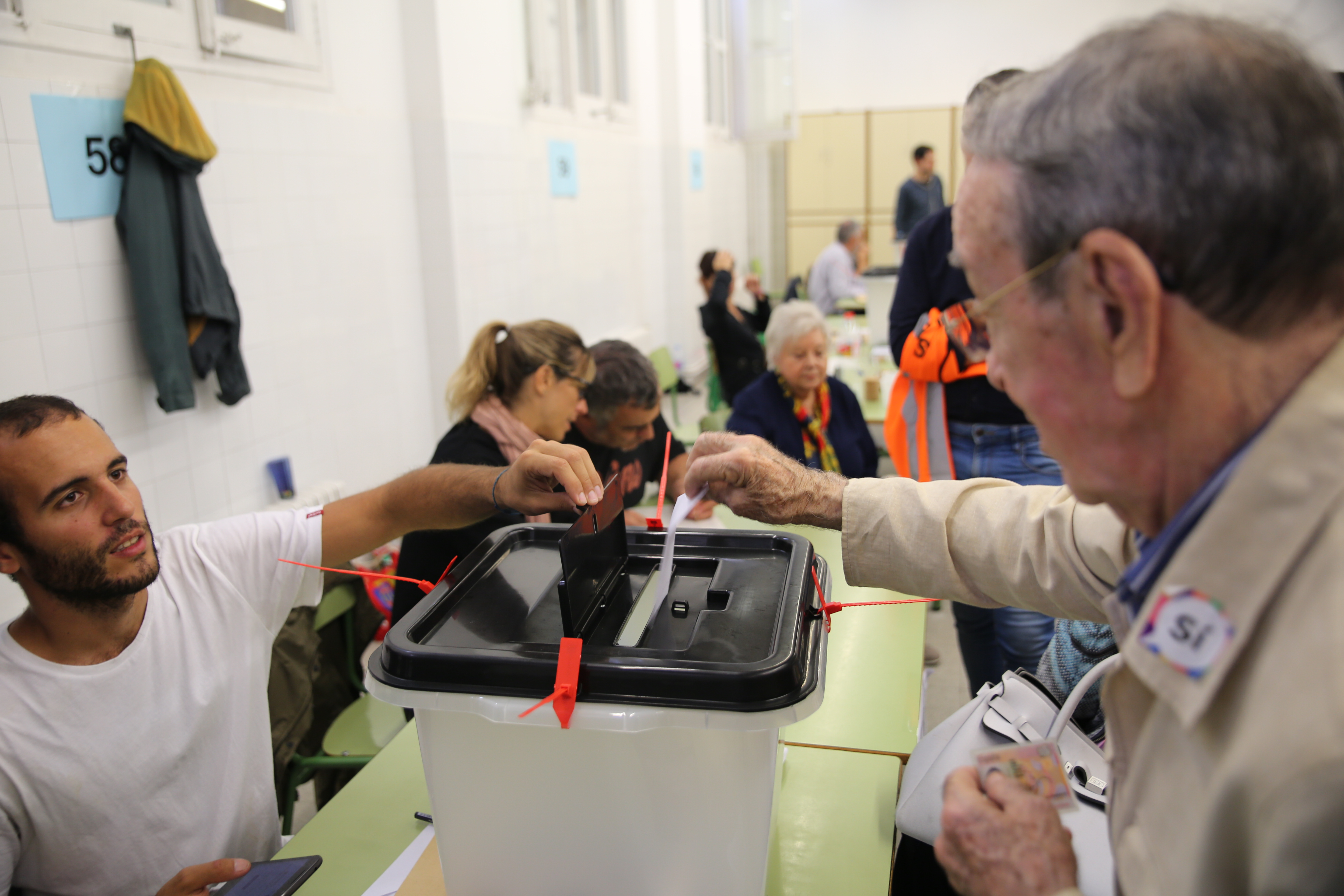
Votaciones durante la jornada.

Unos minutos antes de que se abrieran los colegios el gobierno autonómico anunció que se podría votar en cualquier colegio electoral al haberse puesto en marcha un censo universal informatizado. En las horas siguientes la Generalidad tuvo que generar más de 20.000 nuevas contraseñas para las mesas electorales debido a los diversos ataques que sufrió el sistema informático por parte de hackers desconocidos.
Poco después de la apertura de los colegios se produjo la intervención de policías nacionales y de guardias civiles en decenas de ellos para impedir la votación. Las cargas policiales se dirigieron especialmente a los colegios donde iban a votar los líderes del procés. Así la policía intervino con dureza en la Escola Nostra Llar de Sabadell, donde tenía que votar la presidenta del Parlament Carme Forcadell ―que finalmente votó en la escuela Joanot Alisanda―, o en el colegio de San Julián de Ramis donde debía votar Carles Puigdemont, quien tras burlar el dispositivo de la policía española que lo seguía, votó en un colegio electoral de Cornellá del Terri, a unos kilómetros de su domicilio en San Julián de Ramis.
Ocho juzgados de instrucción de toda Cataluña abrieron diligencias para esclarecer los hechos y determinar las posibles responsabilidades penales. Por su parte el gobierno autonómico reunido al día siguiente acordó crear una comisión especial de investigación sobre las cargas policiales, pero esta fue recurrida por el gobierno español y fue suspendida por el Tribunal Constitucional. Al presentar la comisión el presidente Puigdemont dijo que querían «acompañar y reconocer a las víctimas de la brutalidad policial» y anunció que se emprenderían «todas las acciones legales» para «depurar las responsabilidades de los agentes, mandos y responsables que han ordenado las operaciones». «No se puede volver a repetir, no puede quedar impune. Es la jornada más grave en cuarenta años», añadió.
Sobre las cargas policiales la vicepresidenta del gobierno Soraya Sáenz de Santamaría declaraba a mediodía: «Las fuerzas y cuerpos de seguridad han actuado de forma proporcional y proporcionada. «No ha habido referéndum».
Sobre las cargas policiales el presidente del gobierno español Mariano Rajoy dijo: «Hemos hecho lo que teníamos que hacer, actuando con la ley y solo con la ley». Por su parte la alcaldesa de Barcelona Ada Colau las condenó con vehemencia. «Rajoy debe frenar esta deriva represora», dijo en una declaración institucional desde la galería gótica del Ayuntamiento.
Tras difundirse las primeras noticias sobre las cargas policiales algunos dirigentes del PDeCAT, entre ellos la coordinadora Marta Pascal, le enviaron wasaps a Puigdemont para que detuviera las votaciones. Así, hacia las doce de la mañana el presidente Puigdemont se reunió con un núcleo reducido de líderes del proceso independentista, entre los que se encontraban Marta Rovira, Jordi Cuixart y Oriol Soler (jefe del aparato de comunicación), pero finalmente decidió continuar con las votaciones. Hacia esa misma hora el primer ministro belga Charles Michel escribió un tuit que decía: «La violencia nunca puede ser la respuesta».
Según el gobierno de la Generalidad, un total de 1.066 civiles fueron atendidos por el Sistema de Emergencias Médicas de Cataluña tras la actuación policial debido por contusiones o policontusiones por las cargas policiales, 991 de los cuales fueron atendidos el mismo día. Además, según un empleado del Hospital del Mar de Barcelona, también incluyen personas con ataques de ansiedad por ver las cargas por televisión y que no se encontraban en zonas de los incidentes. La mayoría de los heridos era de carácter leve, pero cuatro personas requirieron hospitalización, dos de ellas de carácter grave: un hombre de 70 años que sufrió un ataque cardíaco, pero que según fuentes policiales en realidad no formaba parte de las protestas, y un hombre que recibió el impacto de una pelota de goma en un ojo. Las pelotas de goma solo fueron empleadas en el Barrio del Ensanche de Barcelona. El juez que investiga el caso por la denuncia presentada por la Generalidad estableció en 130 el número de heridos por las cargas policiales.
De acuerdo con el Ministerio del Interior, 431 agentes de la policía nacional y la Guardia Civil resultaron heridos, 39 de los cuales requirieron tratamiento médico inmediato. Los 392 restantes sufrieron heridas por contusiones, arañazos, patadas o mordiscos propinados por los manifestantes.
El líder de Podemos Pablo Iglesias calificó la intervención de las fuerzas de seguridad de «repugnante», y la alcaldesa de Barcelona Ada Colau tachó al presidente Mariano Rajoy de «cobarde». El Alto Comisionado de las Naciones Unidas para los Derechos Humanos solicitó una investigación independiente que abordase todas las acciones violentas vividas en el desarrollo de la jornada del referéndum. En cuanto a las actuaciones policiales, señaló que sus actuaciones deben ser proporcionales. Amnistía Internacional emitió un comunicado en el que alertaba de la actuación desmesurada de la Policía Nacional y de la Guardia Civil en el uso de la fuerza contra manifestantes pacíficos, solicitando igualmente una investigación independiente. La Comisión Europea se pronunció sobre lo ocurrido señalando que la violencia no podía ser un instrumento para la política. La organización humanitaria Human Rights Watch también señaló que la policía española hizo un «uso excesivo de la fuerza». El Ayuntamiento de Barcelona elaboró igualmente un informe en el que denunciaba que la actuación policial buscaba «generar el pánico entre la población civil».
La alcaldesa de Barcelona, Ada Colau, acusó a las Fuerzas de Seguridad del Estado de haber agredido sexualmente a manifestantes. El Ministerio del Interior ha denunciado a Ada Colau por estas acusaciones.
El 3 de octubre se desarrolló una jornada de huelga general en toda Cataluña convocada por diversos colectivos participantes en la Mesa por la Democracia con el fin de denunciar la que a su juicio fue un acto de represión el cometido por la Guardia Civil y la Policía Nacional durante la celebración del referéndum.
El 20 de diciembre de 2019, la fiscalía solicitó el archivo de la causa contra policías por su actuación el 1-O, ya que «tras más de dos años de investigación “no existe dato o indicio alguno que permita sospechar” que la intervención policial fuese en su conjunto “desproporcionada, ni en la gestión y dirección del operativo ni en su desarrollo y evolución a lo largo del día 1 de octubre de 2017”». La conclusión del Ministerio Público es clara: «la intervención policial “tuvo lugar como consecuencia de la inacción, insuficiencia, inadecuación e ineficacia” de los Mozos de Escuadra y estaba “amparada” en las instrucciones del fiscal superior de Cataluña, primero, y en el auto del Tribunal Superior de Justicia de Cataluña, después. El uso de la fuerza “tuvo lugar como consecuencia de la actitud subversiva de numerosos grupos de personas que trataron de obstaculizar la intervención policial con el único fin de lograr la celebración de un referéndum ilegal”».

### Montajes y falsedades
Una mujer, concejal de Esquerra Republicana de Catalunya e interventora en un instituto de Barcelona, acusó a la policía de haberla empujado por las escaleras, haberle roto todos los dedos de una mano «expresamente, uno por uno» y de haber abusado sexualmente de ella durante el desalojo. Las escenas fueron grabadas y el vídeo no muestra evidencias de tales afirmaciones. Más adelante matizaría sus declaraciones y afirmaría que sus lesiones, tras ser agarrada y arrastrada por una escalera, se limitan a una inflamación en un dedo. Esta misma mujer había difundido una fotografía del asedio a la Guardia Civil del 20 de septiembre, sentada sobre un coche destrozado de la benemérita.
Se difundieron a través de las redes sociales imágenes de civiles lesionados en otros eventos como correspondientes al 1-O. Entre ellas, figuran las de un niño de 13 años que fue golpeado por los propios Mozos de Escuadra (la policía autonómica de Cataluña) durante la huelga general de Cataluña del 14 de noviembre de 2012 y otras de este mismo día; de un joven, en Madrid en 2012, que presenta una herida en la cabeza que sangra abundantemente; de las manifestaciones contra la austeridad del 29 de mayo de 2013 en Tarragona; de cargas de la policía turca; o de una protesta de mineros. También se difundieron algunas imágenes que eran fotomontajes, como en las que se añadió la bandera independentista como si fuera portada por las personas que eran contenidas por la policía.

### El final de la jornada
Pasadas las diez de la noche compareció ante los medios de comunicación en el Palacio de la Generalidad el presidente Puigdemont acompañado de todo el gobierno autonómico, una vez se había informado de que había ganado el «Sí». Puigdemont dijo:

Los ciudadanos de Cataluña nos hemos ganado el derecho a tener un estado independiente que se constituya en forma de República. En consecuencia, el Ejecutivo que presido trasladará en los próximos días al Parlamento de Cataluña, sede y expresión de la soberanía de nuestro pueblo, los resultados de la jornada de hoy para que actúe de acuerdo con lo previsto en la ley de referéndum.

Solo unas horas antes el presidente del gobierno español Mariano Rajoy había manifestado desde el Palacio de la Moncloa:

Puedo decirles que hoy no ha habido un referéndum de autodeterminación en Cataluña. (…) Hemos asistido a una mera escenificación. (…)
Se ha demostrado que nuestro Estado democrático tiene recursos para defenderse de un ataque tan serio como el que se intentó perpetrar con este referéndum ilegal. Renuncien [la Generalidad] a dar nuevos pasos en un camino que no conduce a ninguna parte.

### Mensaje institucional del rey
En un mensaje institucional del rey de España, Felipe VI, el 3 de octubre (dos días después de celebrado el referéndum), el rey expresó que «determinadas autoridades de Cataluña, de una manera reiterada, consciente y deliberada, han venido incumpliendo la Constitución y su Estatuto de Autonomía»; que han demostrado una «deslealtad inadmisible»; que «han quebrantado los principios democráticos de todo Estado de Derecho y han socavado la armonía y la convivencia en la propia sociedad catalana, llegando —desgraciadamente— a dividirla». Que «todo ello ha supuesto la culminación de un inaceptable intento de apropiación de las instituciones históricas de Cataluña».
En el discurso retransmitido por televisión desde el Palacio de la Zarzuela el rey Felipe VI ―era la primera vez que hablaba fuera de los actos protocolarios y los mensajes de Nochebuena― dijo:

Desde hace ya tiempo, determinadas autoridades de Cataluña, de una manera reiterada, consciente y deliberada, han venido incumpliendo la Constitución y su Estatuto de Autonomía. (…) Con sus decisiones han vulnerado de manera sistemática las normas aprobadas legal y legítimamente, demostrando una deslealtad inadmisible hacia los poderes del Estado. Un Estado al que, precisamente, esas autoridades representan en Cataluña. Han quebrantado los principios democráticos de todo estado de derecho y han socavado la armonía y la convivencia en la propia sociedad catalana, llegando, desgraciadamente, a dividirla. Hoy la sociedad catalana está fracturada y enfrentada.(…)
Por todo ello y ante esta situación de extrema gravedad, que requiere el firme compromiso de todos con los intereses generales, es responsabilidad de los legítimos poderes del Estado asegurar el orden constitucional y el normal funcionamiento de las instituciones, la vigencia del estado de derecho y el autogobierno de Cataluña, basado en la Constitución y en su Estatuto de Autonomía.

El discurso de Felipe VI fue recibido de forma entusiasta por los partidos constitucionalistas y de forma muy crítica por los partidos independentistas. Carles Puigdemont declaró al día siguiente: «Así no, majestad».

## Resultados
Según datos de la Generalidad de Cataluña, hubo 2 020 144 votos a favor del sí (90%) y 176 566 del no (7,8%), además de 45.586 en blanco y 2.129 nulos, con una participación del 43 %.
La alta abstención fue promovida principalmente por los partidos contrarios a la independencia de Cataluña, por considerar el referéndum ilegal. En relación con el censo, los votos a favor correspondieron al 37,8 % del total.

### Resultados electorales
| Referéndum de independencia de Cataluña | Referéndum de independencia de Cataluña | Referéndum de independencia de Cataluña |
| Opción                                  | Votos                                   | %                                       |
| --------------------------------------- | --------------------------------------- | --------------------------------------- |
| Sí                                      | 2 044 038                               | 90.18 %                                 |
| No                                      | 177 547                                 | 7.83 %                                  |
| En blanco                               | 44 913                                  | 1.98 %                                  |
| Votos válidos                           | 2 266 498                               | 100.00 %                                |
| Votos nulos                             | 19 719                                  |                                         |
| Total                                   | 2 286 217                               |                                         |
| Participación                           | 43.03 %                                 | 43.03 %                                 |
| Censo                                   | 5 313 564                               | 5 313 564                               |
| Fuente: Generalidad de Cataluña         |                                         |                                         |

#### Resultados por provincias
| Provincia                       | Sí        | Sí      | No      | No     | En blanco | En blanco | Nulos  | Participación | Participación |
| Provincia                       | Votos     | %       | Votos   | %      | Votos     | %         | Votos  | Votos         | %             |
| ------------------------------- | --------- | ------- | ------- | ------ | --------- | --------- | ------ | ------------- | ------------- |
| Barcelona                       | 1 438 682 | 88.69 % | 147 294 | 9.08 % | 36 163    | 2.23 %    | 15 262 | 1 637 401     | 41.23 %       |
| Gerona                          | 249 483   | 94.83 % | 10 382  | 3.95 % | 3218      | 1.22 %    | 1454   | 264 537       | 53.32 %       |
| Lérida                          | 146 583   | 93.84 % | 7485    | 4.79 % | 2129      | 1.36 %    | 1304   | 157 501       | 52.83 %       |
| Tarragona                       | 205 038   | 92.88 % | 12 331  | 5.59 % | 3 380     | 1.53 %    | 1696   | 222 445       | 40.62 %       |
| Voto exterior                   | 4252      | 98.13 % | 55      | 1.27 % | 23        | 0.53 %    | 3      |               |               |
| Fuente: Generalidad de Cataluña |           |         |         |        |           |           |        |               |               |

#### Resultados por veguerías
| Veguería                        | Sí        | Sí      | No      | No     | En blanco | En blanco | Nulos  | Participación | Participación |
| Veguería                        | Votos     | %       | Votos   | %      | Votos     | %         | Votos  | Votos         | %             |
| ------------------------------- | --------- | ------- | ------- | ------ | --------- | --------- | ------ | ------------- | ------------- |
| Alto Pirineo y Arán             | 26 674    | 93.87 % | 1350    | 4.75 % | 391       | 1.38 %    | 278    | 28 693        | 53.91 %       |
| Barcelona                       | 1 239 232 | 87.8 %  | 138 759 | 9.83 % | 33 418    | 2.37 %    | 14 198 | 1 425 607     | 39.54 %       |
| Cataluña Central                | 205 285   | 94.7 %  | 8638    | 3.98 % | 2840      | 1.31 %    | 1088   | 217 851       | 58.15 %       |
| Gerona                          | 244 758   | 94.86 % | 10 140  | 3.93 % | 3131      | 1.21 %    | 1423   | 259 452       | 53.25 %       |
| Lérida                          | 118 799   | 93.69 % | 6274    | 4.95 % | 1730      | 1.36 %    | 1033   | 127 836       | 52.12 %       |
| Tarragona                       | 142 386   | 92.61 % | 8897    | 5.79 % | 2464      | 1.6 %     | 1157   | 154 904       | 36.82 %       |
| Tierras del Ebro                | 62 652    | 93.51 % | 3434    | 5.13 % | 916       | 1.37 %    | 539    | 67 541        | 53.24 %       |
| Fuente: Generalidad de Cataluña |           |         |         |        |           |           |        |               |               |

### Problemas de los resultados por localidades
Debido a la promulgación de un «censo universal» el día de las elecciones, a la falta de un sistema contrastable de conteo, y a la no existencia de interventores de los partidos contrarios a la convocatoria del referéndum, la distribución de los votos en los datos oficiales no se corresponde con el lugar de empadronamiento de los votantes, dándose numerosos ejemplos de localidades donde el número de votos excede al de votantes censados. Por ejemplo en Aguilar de Segarra (Bages) se registran 388 votos sobre un censo de 200 votantes (un 194 % del censo). Otras discrepancias semejantes entre votantes y censados se dieron en Albañá (Alto Ampurdán) votos 123: censados 103; Santa Fe del Panadés (Alto Penedés) censados 266: votos 292; Arseguell (Alto Urgel) votos 74: censados 64; Bellprat (Noya) 86: 70; Arbolí (Bajo Campo) 226: 112, etc.[cita requerida]

### Irregularidades
Durante la celebración del referéndum se detectaron numerosas irregularidades.
El gobierno español denunció que se cambiaron las reglas del referéndum 45 minutos antes del inicio de la votación. Entre las nuevas normas, se incluyó un censo universal con el que cualquier ciudadano podía votar en cualquier centro, aunque no fuera el que tenía asignado. También se aceptaron papeletas caseras no oficiales y votos sin sobre.
A las 8:30 de la mañana, la Guardia Civil anunció la inhabilitación parcial del programa informático que posibilitaba el censo universal. A lo largo del día, según el ministro de Interior Juan Ignacio Zoido los informáticos responsables del programa intentaron restaurarlo múltiples veces. Esto causó que la aplicación no estuviera operativa de forma continuada.
Asimismo, se difundieron imágenes de ciudadanos votando más de una vez, se denunció la presencia de votos de extranjeros no incluidos en el censo, y salieron a la luz imágenes de niños votando. También se detectó el transporte de urnas sin precintar conteniendo votos en su interior, así como urnas en la calle en las que cualquier ciudadano sin control censal podía depositar votos.

### Controversia sobre los resultados
La publicación de los resultados generó polémica tanto por la falta de garantías de los mismos, como por la falta de coherencia entre los resultados publicados el día de la votación con el 95 % escrutado y los resultados definitivos publicados cinco días más tarde.
La prensa local, citando fuentes oficiales al 95 % escrutado, desglosó así los resultados: 90,09 % de votos «sí», 7,87 % de votos «no», 2,03 % de votos en blanco y 0,89 % de votos nulos. Algunos medios denunciaron que ese recuento oficial daba un total 100,88 % de votos escrutados. Sin embargo, la discrepancia se debe a que el porcentaje de «sí», «no» y votos en blanco se expresó en relación con el número de votos válidos, mientras que el porcentaje de votos nulos, al no tratarse de votos válidos, se expresó en relación con el total de votos.

## Consecuencias políticas

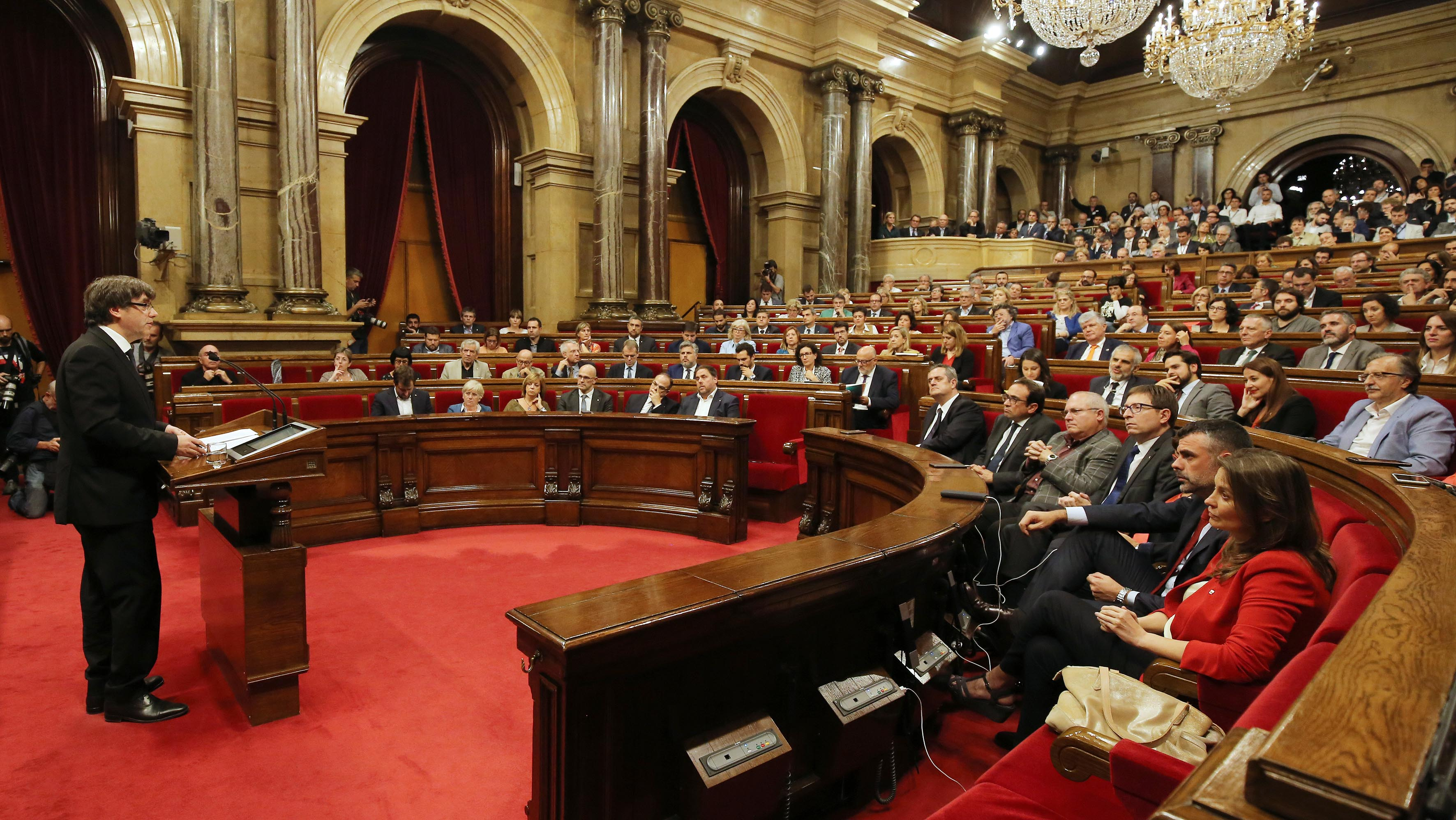
Discurso de Carles Puigdemont el 10 de octubre de 2017 en el Parlamento de Cataluña

España (excepto Cataluña)
Cataluña
Estados que han rechazado reconocer la independencia de la República Catalana
Estados que no han expresado su posición sobre la República Catalana, o posición poco clara

El 10 de octubre, el presidente de la Generalidad Carles Puigdemont declaró la independencia de Cataluña pero pidió suspender, durante varias semanas, los efectos de esa declaración «para emprender un diálogo para llegar a una solución acordada para avanzar en las demandas del pueblo de Cataluña». «Con los resultados del 1 de octubre, Cataluña se ha ganado el derecho a ser un estado independiente», dijo Puigdemont ante el Parlamento de Cataluña.
Al día siguiente, el gobierno central hizo un requerimiento al presidente Puigdemont para que aclarase si efectivamente había declarado la independencia, como paso previo a la intervención estatal de la autonomía según el artículo 155 de la Constitución. También hizo una oferta —consensuada con el PSOE— para revaluar la situación de Cataluña en España y reformar en caso necesario la Constitución. La respuesta de Puigdemont no fue aclaratoria, ante lo cual el 21 de octubre el gobierno de Rajoy inició los trámites para la aplicación del artículo 155, que comportaría el cese del ejecutivo autonómico y la asunción de sus funciones por el gobierno central, el control del Parlamento catalán, de los Mozos de Escuadra y de los medios de comunicación públicos, y la promulgación de unas elecciones autonómicas en el plazo máximo de seis meses. La intervención de la autonomía fue aprobada por el Senado el 27 de octubre, el mismo día en que el Parlamento de Cataluña aprobó la declaración unilateral de independencia en una votación ilegal.
Tras la aprobación por el Senado de la activación del artículo 155, Mariano Rajoy anunció el cese del gobierno catalán, así como del Parlamento, y convocó elecciones para el día 21 de diciembre de 2017. Las elecciones del 21 de diciembre fueron ganadas en escaños y votos por Ciudadanos, cuya candidata era Inés Arrimadas. Aun así, no llegó a la mayoría absoluta, cosa que sí consiguió el bloque independentista, formado por Junts per Catalunya, ERC y CUP.
Un estudio concluye que la intervención policial del 1 de octubre de 2017 no tuvo un impacto directo sobre los resultados electorales del 21 de diciembre de 2017.
Ningún país ha reconocido la legitimidad de la declaración de independencia catalana.